# Province de Luxembourg
Pour les articles homonymes, voir Luxembourg (homonymie).
Ne doit pas être confondu avec Luxembourg ou Luxembourg (ville).
La province de Luxembourg (en wallon : province do Lussimbork ; en luxembourgeois : Provënz Lëtzebuerg ; en néerlandais : provincie Luxemburg ; en allemand : Provinz Luxemburg) est une province belge de la Région wallonne située à l'extrême sud du pays et limitrophe du Luxembourg.
D'une superficie de 4 459,25 km2, c'est la plus vaste province du royaume, mais aussi la moins peuplée avec 296 008 habitants au 1er janvier 2025, soit une densité de population de 66,4 habitants au kilomètre carré, faisant d'elle une province majoritairement rurale. Son chef-lieu et sa plus grande ville est Arlon, qui compte un peu plus de 30 000 habitants et est située dans le sud-est de la province.
Aussi appelée Luxembourg belge, sa création en tant que neuvième province de Belgique résulte de la scission du Luxembourg de 1839. Jusqu'alors, les luxembourgeois étaient unis depuis près de neuf siècles au travers du comté, du duché, puis du grand-duché de Luxembourg, état indépendant depuis le congrès de Vienne de 1815 et appartenant à Guillaume Ier d'Orange-Nassau, le souverain du royaume uni des Pays-Bas.
C'est peu après l'indépendance de la Belgique, proclamée le 4 octobre 1830, que le jeune royaume annexe unilatéralement l'ensemble du grand-duché, créant la « question du Luxembourg ». Un compromis est trouvé le 19 avril 1839, avec la signature du traité des XXIV articles qui scinde le territoire luxembourgeois selon des critères linguistiques : la  partie orientale, de langues germaniques, est rendue au Grand-duc de Luxembourg, tandis que la partie occidentale, le « quartier wallon » (de langues romanes) est attribué à la Belgique, à l'exception notable du Pays d'Arlon (qui a pour langue vernaculaire le luxembourgeois), pour des raisons politiques. La frontière entre la Belgique et le Luxembourg est délimitée par le traité de Maastricht, le 7 août 1843.
Administrativement, la province est divisée en cinq arrondissements et en quarante-quatre communes depuis les fusions de communes de 1977.

## Géographie
La province est délimitée au nord-ouest par la province de Namur, au nord-est par la province de Liège, à l'est par le grand-duché de Luxembourg (cantons de Clervaux, Wiltz, Redange, Capellen et d'Esch-sur-Alzette) et au sud par les départements français de Meurthe-et-Moselle, Meuse et Ardennes (Grand Est).
Le territoire couvre les sous-régions naturelles suivantes :
- la Lorraine belge, le tiers sud, elle-même composée à l'ouest de la Gaume (correspondant à peu près à l'arrondissement de Virton) et à l'est du Pays d'Arlon (correspondant à peu près à l'arrondissement d'Arlon), sous-régions culturelles ;
- une partie de l'Ardenne, les deux tiers nord ;
- une partie de la Calestienne, pour bon nombre de communes limitrophes de la province de Namur ;
- une partie de la Famenne, à l'extrême nord autour de Marche-en-Famenne ;
- une minuscule partie du Condroz dans la commune de Durbuy à la pointe nord.

Avec 115 m d’altitude, les rives de l’Ourthe à la frontière avec la province de Liège est le point le plus bas de la province.
Avec 652 m d'altitude, la Baraque de Fraiture (commune de Vielsalm) est le point culminant de la province.
Les cours d'eau principaux sont les rivières suivantes :
- la Semois, affluent de la Meuse qui prend sa source à Arlon et traverse le sud de la province d'est en ouest ;
- la Sûre, affluent de la Moselle qui prend sa source près de Vaux-lez-Rosières dans le centre de la province et coule vers l'est ;
- la Lesse, affluent de la Meuse qui prend sa source à Ochamps dans le centre de la province et coule vers le nord-ouest ;
- l'Ourthe, affluent de la Meuse qui prend ses sources à Ourt (commune de Libramont, centre de la province) et Ourthe (commune de Gouvy, nord-est de la province) et coule vers le nord ;
- le Ton, affluent de la Chiers qui prend sa source à Châtillon dans le Sud de la province ;
- la Lhomme, affluent de la Lesse qui prend sa source à Bras (commune de Libramont, centre de la province), et qui coule vers le nord pour rejoindre la province de Namur.

### Évolution démographique
Elle comptait, au 1er janvier 2025, 296 008 habitants, soit une densité de 66,4 habitants/km² pour une superficie de 4 459,25 km².
Nombre d'habitants × 1000 :
- Source : Statbel - Remarque: 1806 jusqu'à 1970=recensement; depuis 1981=nombre d'habitants chaque 1er janvier[1]
- 1839: Scission de la province, la partie est devenant le Grand-Duché de Luxembourg

## Histoire

### Préhistoire
L'histoire de la province est naturellement liée à l'histoire de la Belgique et du territoire actuel du Benelux, particulièrement celle du Luxembourg. Les plus anciens vestiges remontent, comme ailleurs, à la Préhistoire, notamment les abris sous roche et les occupations de grottes fouillées dans la vallée de la Haute Lesse. La période des âges des métaux est illustrée par les fouilles de tombes à char, des marchets (en Famenne) et celles des éperons barrés de la Semois.

### Période romaine
Lors de la conquête romaine, la région est principalement peuplée de Trévires, un peuple celte. Arlon (Orolaunum) n'était qu'une bourgade aux portes de la forêt. Les nombreuses découvertes menées dans le centre ancien de la ville montrent une évolution radicale pendant la période d'occupation romaine, plaçant Arlon parmi les plus vieilles villes de Belgique avec Tongres et Tournai. Elle était en effet située au croisement de deux axes importants traversant l'actuelle province de Luxembourg. D'une part, la chaussée romaine de Metz à Tongres, y entrant à Athus en provenance de l'oppidum du Titelberg, pour en sortir à Petite-Eneille (Durbuy). D'autre part, la voie romaine Reims-Trèves, depuis Chameleux (Florenville) jusqu'au Rosenberg (Arlon), traversant les localités de Bellefontaine, Sainte-Marie-sur-Semois, Étalle (Stabulum) où elle franchit la Semois (Sesmara) et Sampont avant d'arriver à Arlon, où elle croise la chaussée Metz-Tongres, puis passe par Stehnen et est actuellement coupée par la nationale 4 au Wolberg avant d’entrer au Luxembourg.

### Période mérovingienne

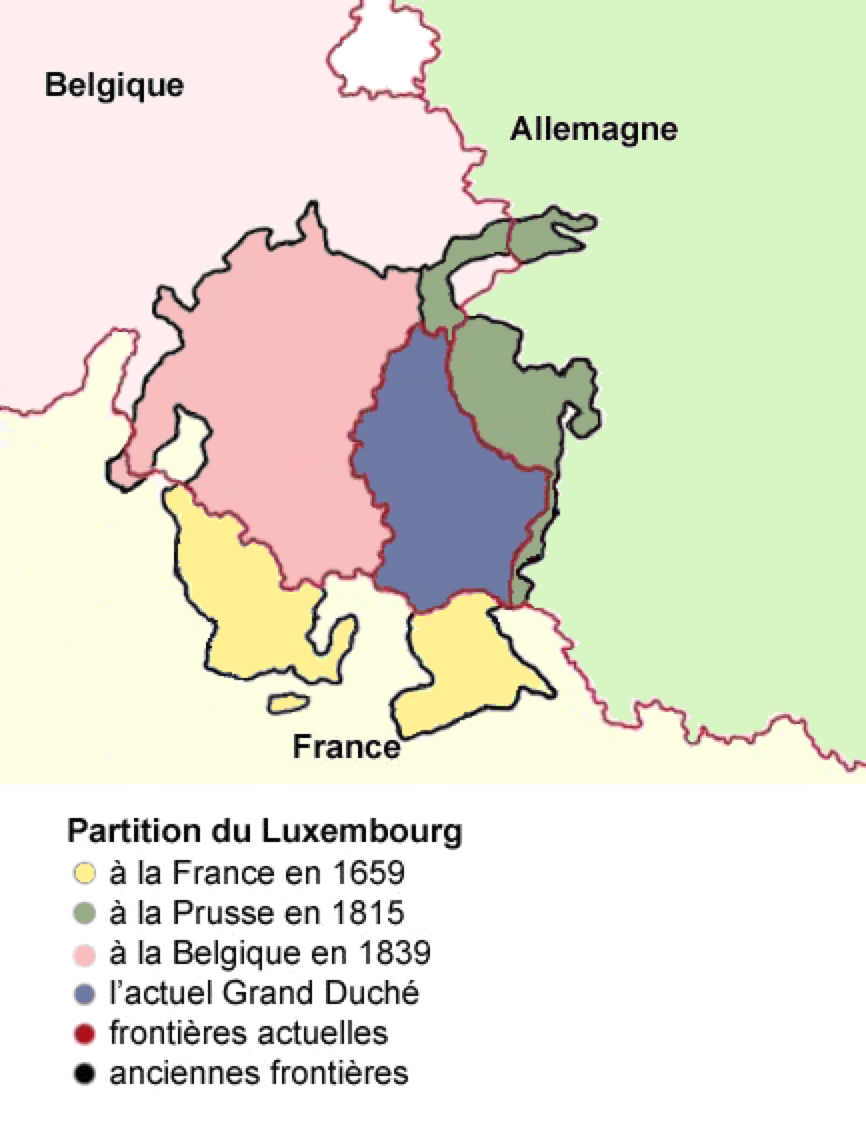
Évolution de la partition des territoires luxembourgeois au fil du temps.

La période mérovingienne est également largement illustrée par les nombreux cimetières découverts (Torgny, Tellin, Wellin, etc.) et par la fondation de l'abbaye de Saint-Hubert. La transition carolingienne verra la création de comtés majeurs, tels que ceux d’Ardenne, de La Roche et Durbuy. Le comté de Luxembourg, lui, apparait pour la première fois en 963 avec son premier souverain : le comte Sigefroid de Luxembourg. La maison de Luxembourg apparait quant à elle en 1214, comme une branche cadette de la maison de Limbourg, issue du second mariage de Waléran III avec Ermesinde Ire. Une autre maison importante dans l'histoire luxembourgeoise est la maison d'Ardenne dont Godefroy de Bouillon est l'un des héritiers. Il restera notamment célèbre pour avoir participé à la première croisade dès 1095 et avoir refusé le tire de « roi de Jérusalem » pour celui d'« Avoué du Saint-Sépulcre ».

### Moyen Âge - Période luxembourgeoise
Le couvert forestier de la forêt d'Ardenne a maintenu la province à l'écart de la tectonique médiévale, sur le plan politique. Toutefois, le territoire, morcelé entre plusieurs grandes maisons, verra des villes se fortifier, dont il reste aujourd'hui d'importants témoins : châteaux (La Roche, Bouillon), abbayes et lieux de pèlerinage (Orval, Saint-Hubert), fermes seigneuriales, tracés antiques, etc.
En 1304, le comté de Durbuy est absorbé par le comté de Luxembourg. En 1331, Durbuy et La Roche-en-Ardenne obtiennent le statut de ville au travers d'une charte. Bastogne l'obtient l'année suivante et Marche-en-Famenne en 1366. Ces villes se fortifient petit à petit en se ceinturant de murailles et de châteaux.
En 1354, l'empereur Charles IV du Saint-Empire romain germanique élève les territoires de la maison de Luxembourg au rang de duché. Ceux-ci comprennent l'actuelle province de Luxembourg et le Luxembourg tel qu’il existe aujourd’hui, mais aussi la région allemande de Bitburg et celle de Saint-Vith et auparavant le pays de Thionville et celui de Montmédy. En 1364, le duc de Luxembourg, Venceslas Ier, achète le comté de Chiny. En 1456, c'est au tour de la seigneurie de Bouillon d'être élevée au rang de duché. Le Duché de Luxembourg, lui, appartient à l'ensemble vaguement confédéral des Pays-Bas méridionaux. Ceux-ci se trouvant au centre des conflits européens du Moyen Âge. Ils sont une première fois conquis par les ducs de Bourgogne et forment une partie des Dix-Sept Provinces des Pays-Bas bourguignons. La Pragmatique Sanction promulguée par Charles Quint en 1549 rend le Luxembourg à la monarchie espagnole. En 1659, le traité des Pyrénées met un terme provisoire à la guerre franco-espagnole et octroie le « Luxembourg français » (Thionville et Montmédy) à la France.
En 1676, le duché de Bouillon devient indépendant et fonde même la république bouillonnaise de 1794 à 1795. De 1684 à 1697, le duché de Luxembourg est une première fois rattaché au royaume de France dans le cadre de la politique des Réunions menée par Louis XIV. Après la chute de Luxembourg le 4 juin 1684, le duché devient administré par la France. Il fut finalement rendu aux Habsbourg d'Espagne par le Traité de Ryswick signé le 20 septembre 1697 et rattachant le Luxembourg aux Pays-Bas espagnols, puis aux Pays-Bas autrichiens lorsque la maison des Habsbourg d'Autriche en prend possession en 1714. 

### XVIIIesiècle- Période française

Lors de l'annexion à la Première République française, les anciens Pays-Bas méridionaux furent divisés en neuf départements appelés les « Départements réunis », dont le département des Forêts, issu de l'ancien duché de Luxembourg et qui donnera ses frontières au grand-duché de Luxembourg.

Après la Révolution française de 1789, les troupes révolutionnaires se lancent dans les guerres de la Révolution. Une première annexion des Pays-Bas autrichiens et de la région a lieu dès 1792. L'armée impériale est, entre autres, battue à Arlon le 9 juin 1793, mais la forteresse de Luxembourg résiste, et permet aux autrichiens de reprendre leurs territoires dès l'année suivante. 
Toutefois, en 1794, les armées françaises reviennent et tente une nouvelle annexion, qui sera, cette fois, fructueuse. On notera une nouvelle victoire française lors des combats d'Arlon d'avril 1794, puis le siège de Luxembourg le 22 novembre 1794. La forteresse tombe le 7 juin 1795 et les territoires sont alors intégrés à la Première République. Au passage, les troupes républicaines brûlent ou pillent de nombreux monuments et édifices religieux, dont l'abbaye Notre-Dame d'Orval, l'abbaye de Saint-Hubert, ou encore l'abbaye de Clairefontaine. Une révolte a lieu à la fin de l'année 1798 dans l'ensemble des Pays-Bas méridionaux, y compris dans l'ancien duché de Luxembourg mais est rapidement éteinte par les troupes françaises.
Le 14 fructidor an III (31 août 1795), la Convention nationale française adopte un décret divisant les territoires annexés en neuf départements, appelés les « départements réunis ». La province de Luxembourg actuelle est composée de territoires issus des départements suivants :
- Département des Ardennes : une partie de l'ancien duché de Bouillon.
- Département des Forêts : une partie de l'arrondissement de Luxembourg et de l'arrondissement de Neufchâteau.
- Département de Sambre-et-Meuse : quelques territoires des cantons de l'arrondissement de Marche-en-Famenne et de l'arrondissement de Saint-Hubert.

En 1804, la République devient le Premier Empire après la proclamation de Napoléon Bonaparte d'être devenu Empereur des Français.

### XVIIIesiècle- Possession personnelle du roi des Pays-Bas
Le 18 juin 1815 sonne le glas du Premier Empire après de la défaite française lors de la bataille de Waterloo. Les puissances européennes victorieuses déclarent les anciens territoires annexés par la France « vacants ». Afin de déterminer l'attribution de ces territoires et de redessiner les cartes de l'Europe, les vainqueurs (et la France) se réunissent lors du congrès de Vienne. Légitimement, les anciens Pays-Bas autrichiens (y compris le duché de Luxembourg) reviennent à la maison de Habsbourg. Mais ces derniers, peu soucieux de récupérer des terres trop éloignées de leur capitale, Vienne, s’empressent de les négocier contre la Vénétie et la Lombardie, contigus à l’empire d'Autriche sur lequel ils règnent.
Les puissances souhaitant disposer d'un rempart contre les éventuelles nouvelles ambitions expansionnistes françaises, décident de créer un nouvel état, « tampon » entre la France et la Prusse. C'est ainsi que, le 15 mars 1815, le royaume uni des Pays-Bas voit le jour avec, comme souverain, Guillaume Ier de la maison d'Orange-Nassau. En plus de ce royaume, Guillaume reçoit de nouveaux territoires à titre personnel en échange de la cession à la Prusse des principautés d'Orange-Nassau, situées près de Coblence. Ces nouvelles possessions, situées directement au sud de son royaume, sont réunies sous la forme d'un grand-duché : le grand-duché de Luxembourg. Celui-ci est également rattaché à la confédération germanique, ce qui permet notamment à la Prusse d'obtenir le droit maintenir une garnison de son armée dans la forteresse « fédérale » de Luxembourg. Le territoire correspond alors à l'ancien duché de Luxembourg et au duché de Bouillon, mais sans ses anciens domaines situés à l’est de la Moselle, de la Sûre et de l’Our et dans l’Eifel, également attribués à la Prusse.
Guillaume 1er devient donc grand-duc du Luxembourg et roi des Pays-Bas, les deux territoires formant alors une union personnelle.
Entre 1817 et 1827, la nationale 4 est empierrée sur tronçon entre Arlon, Bastogne et Marche-en-Famenne. 
En 1823 une réorganisation administrative modifie l'attribution des anciens cantons français et créé de nouveaux arrondissements administratifs dont les cinq arrondissements composant la province de Luxembourg actuelle : Arlon, Bastogne, Neufchâteau, Marche-en-Famenne et Virton.

### XIXesiècle- Période belge

#### Annexion à la Belgique

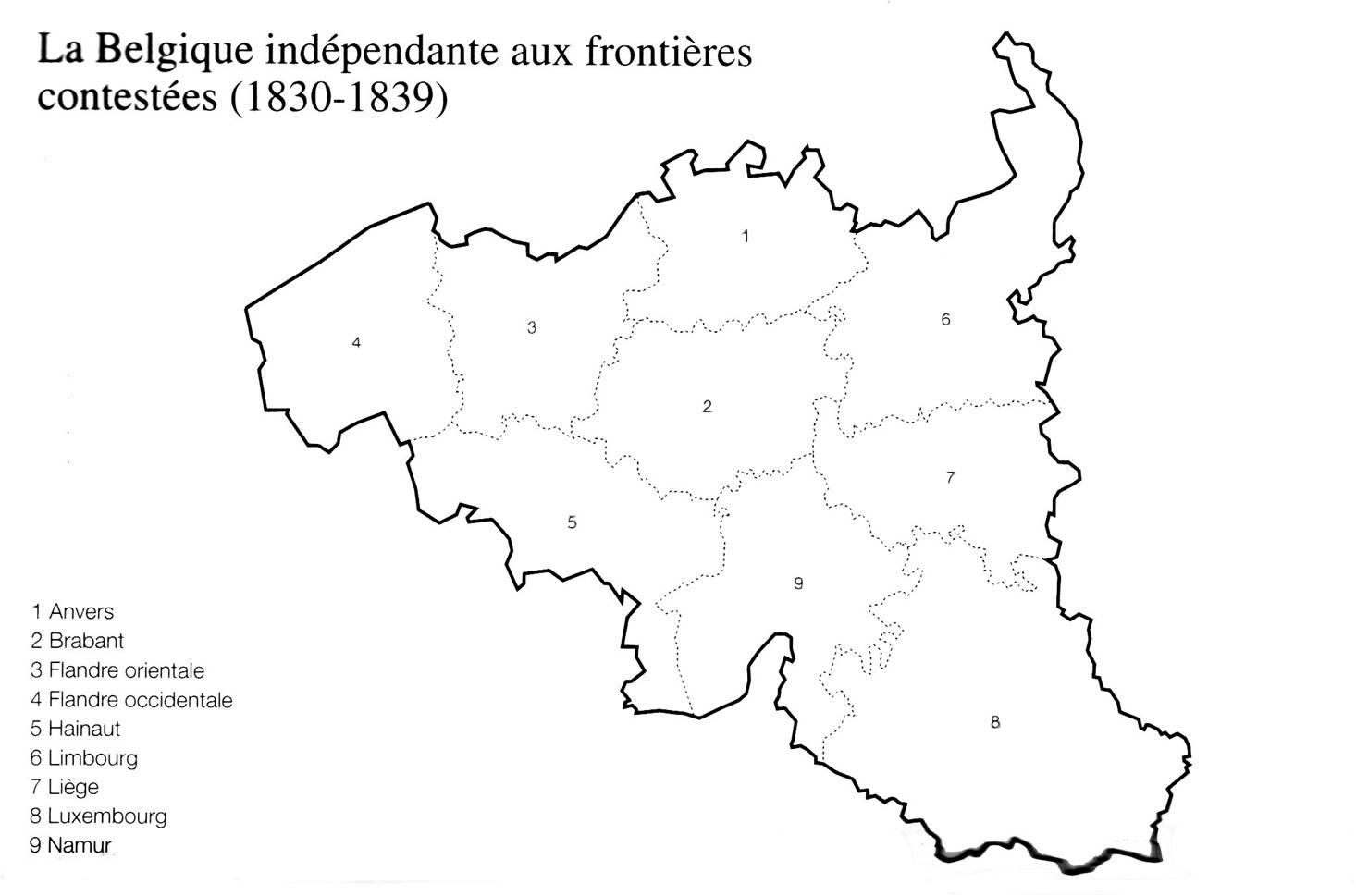
Le territoire belge tel que proclamé comme indépendant du royaume uni des Pays-Bas par le gouvernement provisoire de Belgique en 1830, avec l'annexion du grand-duché de Luxembourg dès le 16 octobre.

Au lieu de traiter son grand-duché comme un État à part, Guillaume Ier en fait, pour ainsi dire, une dix-huitième province de son nouveau royaume, soumise à la loi fondamentale et à l'administration du royaume uni des Pays-Bas. Cela engendre un mécontentement de la population luxembourgeoise dont certains participent à la révolution belge qui éclate dès le 25 aout 1830 à Bruxelles contre le régime « hollandais » de La Haye et mène au déclenchement de la guerre belgo-néerlandaise.
Les Luxembourgeois se rattachent majoritairement à la révolution, hormis certains bastions « orangistes », principalement dans la ville de Luxembourg. On voit en effet apparaitre des drapeaux belges et brabançons dans un certain nombre de localités grand-ducales. On en recense d'abord le long de la route entre Bruxelles, Namur, Arlon et Luxembourg (actuelle route nationale 4 belge et nationale 6 luxembourgeoise) : le 4 septembre à Marche-en-Famenne, le 5 à Bastogne, le 9 à La Roche-en-Ardenne et le 14 à Houffalize. À Arlon, où réside une garnison de l'armée royaliste, le drapeau belge apparaît le 27 septembre et le 30 les militaires quittent la ville en direction de Neufchâteau où la troupe se débande tandis que les officiers sont arrêtés par les bourgeois. Le 2 octobre c'est au tour de la garnison présente à Bouillon d'évacuer la ville.
Le 3 octobre 1830, un corps franc luxembourgeois est constitué à Luxembourg-ville par Jean-Bernard Marlet, Théodore Pescatore et Dominique Claisse, et s'en va participer aux batailles visant à repousser l'armée néerlandaise vers la frontière des Pays-Bas.
Le 4 octobre 1830, les huit provinces méridionales du royaume uni des Pays-Bas déclarent « l'indépendance du peuple belge, sauf les relations du Luxembourg avec la Confédération germanique. »
Le 16 octobre 1830 le gouvernement provisoire de Belgique déclare unilatéralement l'annexion du grand-duché de Luxembourg au nouvel état. Certains Luxembourgeois participent ensuite à la vie politique belge, comme Jean-Pierre Willmar qui deviendra ministre de la Guerre, ou encore Jean-Baptiste Nothomb qui participera  à la rédaction de la Constitution de la Belgique, adoptée dès le 7 février 1831.
Guillaume Ier essaye à plusieurs reprises de récupérer ses provinces, mais un armistice est imposé par les grandes puissances réunies lors de la conférence de Londres qui reconnait l'indépendance de la Belgique le 20 décembre 1830 puis proclame sa neutralité et son inviolabilité. À l’issue des négociations internationales, un premier traité est signé le 26 juin 1831 : le traité des XVIII articles. Celui-ci reconnait tacitement l'annexion du Luxembourg en ouvrant la possibilité d'un rachat de celui-ci par la jeune Belgique en échange d'une partie de la province du Limbourg contre des territoires enclavés qui ne faisaient pas partie des Provinces-Unies avant 1790. Cependant, ce traité ne sera jamais appliqué et, après la prestation de serment du premier rois des Belges, Léopold Ier, le 21 juillet 1831, les hostilités reprennent le 2 aout avec le déclenchement de la campagne des Dix-Jours. Incapables de résister à l'armée néerlandaise, les forces armées belges doivent recevoir l'aide de la France, qui envoie une armée à la rescousse, afin de remporter la victoire dès le 12 aout.

#### Scission du Grand-duché de Luxembourg

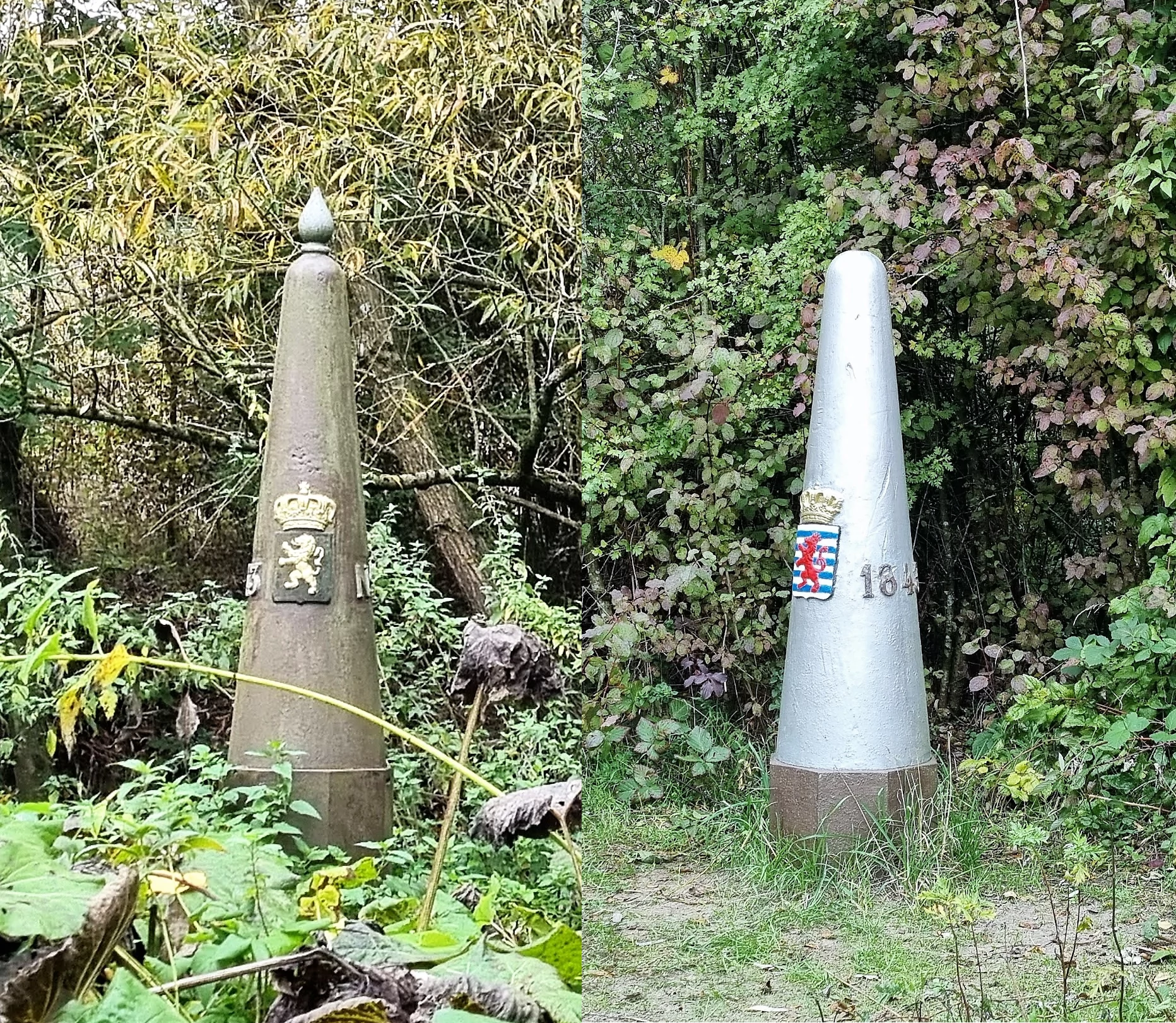
Les bornes frontières no 1 de la frontière belgo-luxembourgeoise, une du côté belge de la Chiers et l'autre du côté luxembourgeois, érigées en 1843, localisent aujourd'hui le tripoint Belgique-France-Luxembourg à hauteur d'Athus, de Mont-Saint-Martin et de Rodange.

Après la reprise des négociations, un nouveau traité fut proposé par les grandes puissances européennes de la conférence de Londres le 15 novembre 1831 : le traité des XXVII articles. Vu la faiblesse militaire de la Belgique et la nécessité de l'intervention française lors de la campagne des Dix-Jours pour garantir l'intégrité de son territoire, ce nouveau traité est nettement moins avantageux pour le nouveau royaume que celui des XVIII articles. En effet, les puissances décident de ne pas reconnaitre l'annexion de l'ensemble du grand-duché de Luxembourg à la Belgique, mais bien de séparer celui-ci en deux, selon des critères linguistiques. Les territoires du « quartier wallon », reconnus comme étant de langues romanes (ardennais, gaumais, lorrain, wallon etc.), sont concédés à la Belgique, sauf les villages de Doncols et de Sonlez restés au Grand-duché. Tandis que les territoires de langue germanique (luxembourgeois, moyen allemand, moyen francique etc.) restèrent grand-ducaux, à l'exception notable du Pays d'Arlon qui, bien que d'idiome luxembourgeois, fut attribué à la Belgique.
Les négociations débutent alors en vue de définir une frontière. L'ambassadeur plénipotentiaire du roi des français, Charles-Maurice de Talleyrand-Périgord, insista pour que la route menant de Metz à Liège, en passant par Thionville, Longwy, Arlon, Martelange et Bastogne (dont une partie du tronçon deviendront les actuelles routes nationales N81 et N4), fût attribuée à la Belgique avec les villages des alentours. Ceci dans le but de la soustraire à l'influence de la confédération germanique dont le Grand-Duché de Luxembourg était un État-membre; d'ailleurs des troupes de l'armée prussienne exerçait depuis 1815 le droit de garnison dans la forteresse de Luxembourg-ville, conjointement aux forces armées néerlandaises. Localement, des propriétaires terriens ou maîtres de forge des débuts de l'industrie sidérurgique, firent jouer leurs relations pour que leurs terres ou entreprises fussent rattachées à la Belgique plutôt que d'être laissées au grand-duché. Parmi eux, Jean-Baptiste Nothomb alors détaché au cabinet du ministre des Affaires étrangères qui tenta de rattacher Pétange (où sa famille dispose d'un château) mais sans succès.
L'article 2 du traité des XXVII articles définit clairement la nouvelle frontière entre la Belgique et le Luxembourg :

« Dans le grand-duché de Luxembourg, les limites du territoire belge seront telles qu'elles vont être décrites ci-dessous :
À partir de la frontière de France entre Rodange, qui restera au grand-duché de Luxembourg, et Athus, qui appartiendra à la Belgique, il sera tiré, d'après la carte ci-jointe, une ligne qui, laissant à la Belgique la route d'Arlon à Longwy, la ville d'Arlon avec sa banlieue, et la route d'Arlon à Bastogne, passera entre Messancy, qui sera sur le territoire belge, et Clemency, qui restera au grand-duché de Luxembourg, pour aboutir à Steinfort, lequel endroit restera également au grand-duché. De Steinfort, cette ligne sera prolongée dans la direction d'Eischen, de Hecbus, Guirsch, Oberpalen, Grende, Nothomb, Parette et Perlé, jusqu'à Martelange ; Hecbus, Guirsch, Grende, Nothomb et Parette devant appartenir à la Belgique, et Eischen, Oberpalen, Perlé et Martelange, au grand-duché. De Martelange, ladite ligne descendra le cours de la Sûre, dont le thalweg servira de limite entre les deux États, jusque vis-à-vis Tintange, d'où elle sera prolongée aussi directement que possible vers la frontière actuelle de l'arrondissement de Diekirch, et passera entre Surrel, Harlange, Tarchamps, qu'elle laissera au grand-duché de Luxembourg, et Honville, Hivarchamps et Loutermange, qui feront partie du territoire belge ; atteignant ensuite, aux environs de Doncols et de Soulez, qui resteront au Grand-Duché, la frontière actuelle de l'arrondissement de Diekirch, la ligne en question suivra ladite frontière jusqu'à celle du territoire prussien. Tous les territoires, villes, places et lieux situés à l'ouest de cette ligne, appartiendront à la Belgique ; et tous les territoires, villes, places et lieux situés à l'est de cette même ligne, continueront d'appartenir au grand-duché de Luxembourg. »

Ce traité ne fut toutefois pas reconnu avant le 14 mars 1838 lorsque Guillaume Ier déclare officiellement accepter l'existence de la Belgique. Jusque là, il considérait en effet le nouveau royaume comme non-viable et maintenait l'espoir de récupérer ses territoires et son Royaume. De nouvelles négociations débutèrent alors pour mettre à jour les conditions du traité.

#### Neuvième province belge et industrialisation

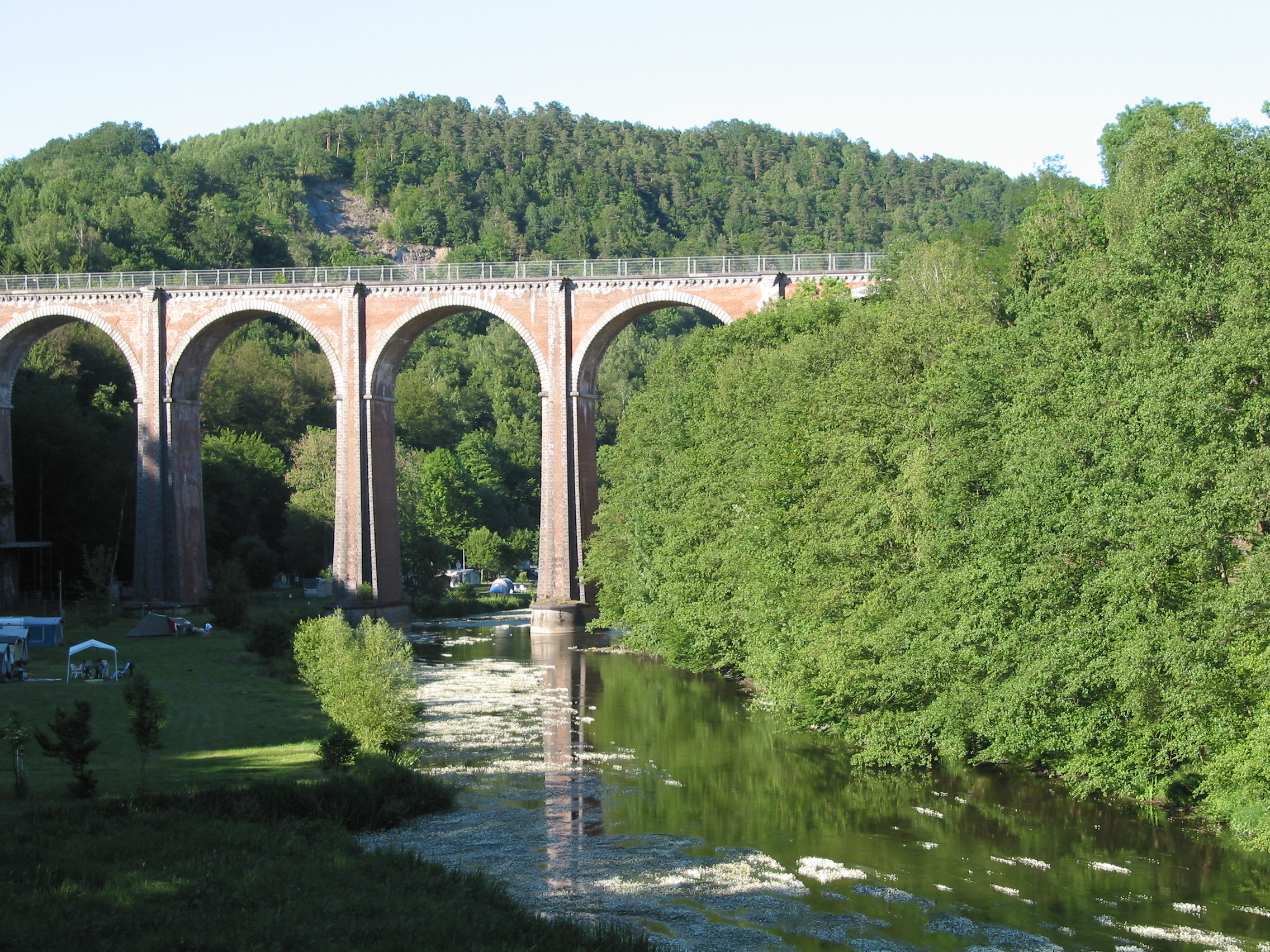
Le viaduc de la Semois à hauteur d'Herbeumont accueillait autrefois la ligne de chemin de fer transfrontalière 163A entre Bertrix et Carignan, en France.

Le plan du réseau de lignes de tramway de la SNCV dans la province de Luxembourg en 1935.

La guerre belgo-néerlandaise s'acheva par la convention de Zonhoven signée le 18 novembre 1833 mais la Belgique en sortit gravement discréditée. Elle continua d'administrer les différents territoires, y compris le grand-duché, à l'exception de la ville de Luxembourg dont la forteresse abrite toujours des garnisons néerlandaises et prussiennes. La situation fut clarifiée par un nouveau traité signé le 19 avril 1839 : le traité des XXIV articles. Celui-ci reprit la frontière tracée huit ans plus tôt lors du traité des XXVII articles, scindant le grand-duché en deux. Sa partie orientale resta propriété personnelle de Guillaume Ier et état membre de la confédération germanique, tandis que sa partie occidentale devint la neuvième province de Belgique : la province de Luxembourg, avec la ville d'Arlon comme chef-lieu. En 1845 commence les travaux d'édification du palais provincial d'Arlon, situé sur la place Léopold. Il sera inauguré en 1849. La même année, un arrêté royal du 15 novembre créé le dépôt des Archives de l'État à Arlon.
De l'autre côté de la frontière, l'union personnelle entre le grand-duché et le roi des Pays-Bas perdura jusqu'au 23 novembre 1890, date de la mort de Guillaume III sans héritier mâle, ce qui mena à la création du Luxembourg tel qu'il existe aujourd'hui.
D'un point de vue économique, le sud de la province s'industrialise avec l'avènement de la métallurgie et de la sidérurgie en Gaume et dans le sud du Pays d'Arlon. L'usine d'Athus, construite en 1872, sera le fleuron de l'industrie luxembourgeoise pendant près d'un siècle. L'avènement du chemin de fer permet de relier le Luxembourg belge au reste du royaume. En 1846, la Grande compagnie du Luxembourg est créée dans le but de construire la ligne du Luxembourg. En 1858, elle inaugure la ligne 162 qui connecte la gare d'Arlon à Bruxelles. Elle sera poursuivie jusqu'à Luxembourg-ville les années suivantes. En 1862, la ligne 171 vient s'y greffer pour rejoindre Athus, puis Longwy (France) et Rodange (Luxembourg). En 1866, la province est reliée à Liège par la ligne 43 qui part de la gare de Marloie. En 1869, c'est au tour de Bastogne d'accueillir le rail avec l'inauguration du premier tronçon de la ligne 163 venant de Libramont. Vient ensuite la liaison vers Virton et la ligne de Montmédy à Écouviez, en France, depuis la gare de Marbehan, par la création de la ligne 155 en 1872.
Le 1er septembre 1873, une catastrophe ferroviaire ébranle la province : le train express reliant Arlon à Bruxelles déraille à vive allure à hauteur de Mirwart, près de Grupont faisant 8 morts et 15 blessés. L'année suivante, une nouvelle ligne transfrontalière vers le grand-duché est construite entre Autelbas et Clémency. La ligne Athus-Meuse, quant à elle, est construite à partir de 1878. Bastogne est à son tour reliée au Luxembourg dès 1887 avec la ligne 164 vers Kautenbach puis Wiltz. Il faut ensuite attendre 1914 pour voir l'inauguration d'une nouvelle ligne transfrontalière, cette fois vers la France : la ligne 163A entre Bertrix et Carignan.
Lorsque Léopold II arrive sur le trône, il souhaite construire des églises qui dominent l’horizon et puissent être vues de loin aux deux extrémités du pays. C'est ainsi que sont édifiées les églises Saints-Pierre-et-Paul d'Ostende et Saint-Martin d'Arlon, de 1907 à 1914, dont la flèche, qui culmine à 97 mètres de haut, lui confère le statut de bâtiment ecclésiastique le plus haut de Wallonie.
Au début du XVe siècle, la société nationale des chemins de fer vicinaux s'implante dans la province et créé une vingtaine de lignes de tramway vicinal réparties en quatre groupes : Arlon, Melreux, Poix et Wellin.
Le 26 janvier 1901 le gouverneur de la province, Édouard Orban de Xivry, est assassiné dans son bureau du palais provincial d'Arlon d'une balle dans la poitrine tirée par Jean Schneider, un employé du palais qui retourne ensuite l'arme contre lui et se suicide.

### XXesiècle

#### Guerres mondiales

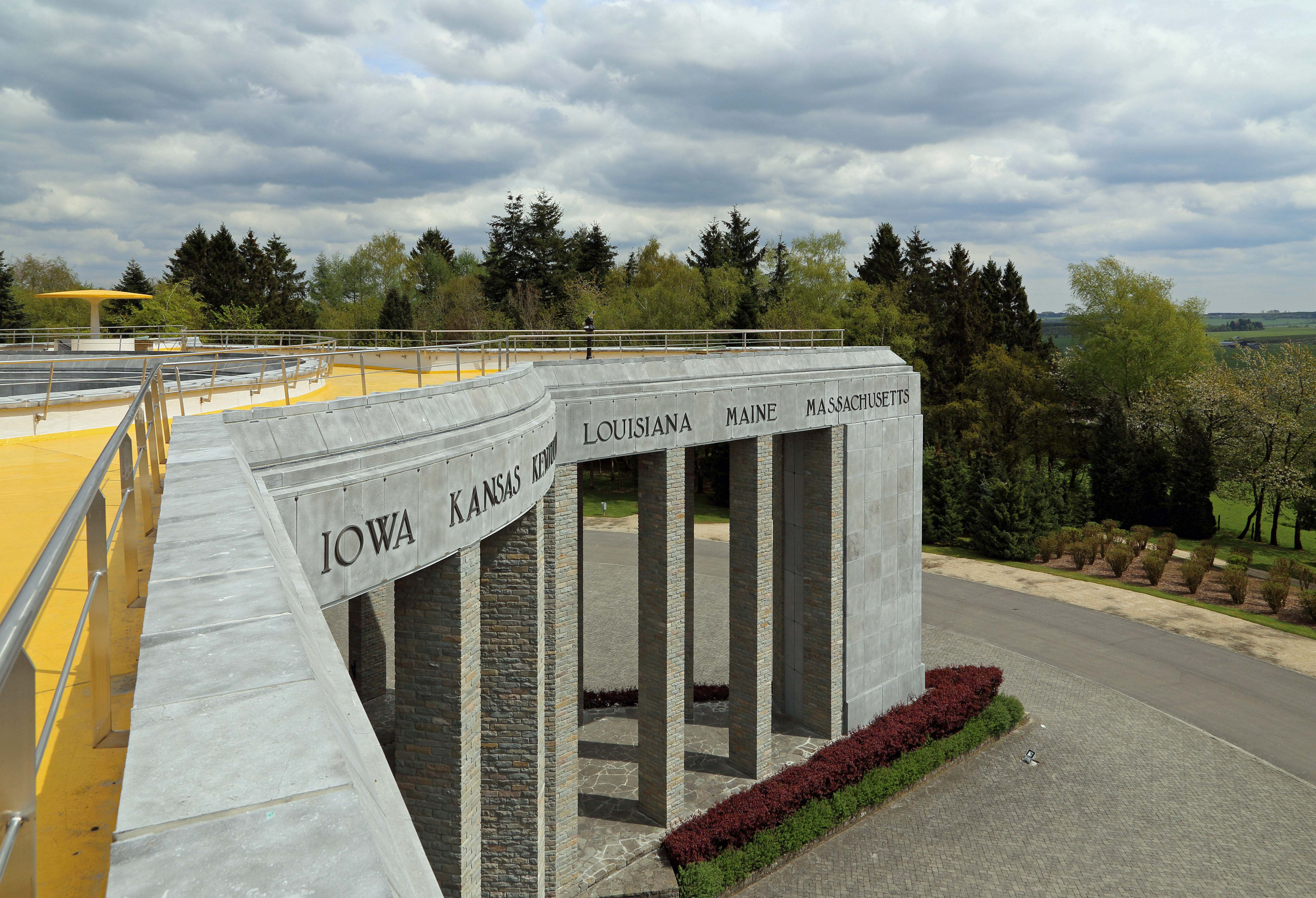
Le Mardasson, à Bastogne commémore la bataille des Ardennes de l'hiver 1944-1945.

Lors de la Première Guerre mondiale, l’application du plan Schlieffen place la province de Luxembourg au cœur de la bataille des Frontières, particulièrement en Gaume. Les événements militaires du 22 août 1914, dont la bataille de Rossignol, font de cette journée le jour le plus meurtrier de l’histoire militaire de la France, avec, au moins 27 000 soldats français tués. La région subit également les atrocités allemandes du début de l'invasion. La province est occupée jusqu'à l'armistice du 11 novembre 1918. Arlon sera, par exemple, libérée le 20 novembre 1918 par la 2e division américaine.
Lors de la seconde Guerre mondiale, la province de Luxembourg est envahie dès le début de la Campagne des 18 jours lors de la traversée des Ardennes, dès le 10 mai 1940, puis occupée par les forces du troisième Reich. De nombreux accidents militaires ou liés à la guerre ont lieu pendant cette période, par exemple l'accident aérien de Rachecourt qui fit 13 morts le 31 mars 1944, lors d'une collision en vol entre deux bombardiers alliés. Le 21 mai 1944, un train chargé de bombes allemandes équivalent à 450 tonnes de TNT explose en gare de Marloie, provoquant la destruction de la gare et de l'ensemble du quartier et faisant 42 morts. La gare de Messancy subit également une explosion similaire le 10 janvier 1945.
De nombreuses atrocités sont commises, comme lors du massacre du 25 aout 1944 à Arlon où plusieurs civils furent déportés ou abattus, parmi eux le président provincial de la Croix-Rouge de Belgique, le docteur Jean Hollenfeltz, ou le procureur du Roi André Lucion. Le 6 septembre 1944, le premier missile V2 est tiré depuis Sterpigny, près de Gouvy, en direction de Paris. Au même titre que la région, la province est une première fois libérée par les Alliés dès septembre 1944, dont les troupes de la 3e armée américaine, commandée par le général Patton, arrivent par la Voie de la Liberté. Arlon est libérée le 10 septembre.
La province se trouve ensuite au cœur de la Bataille des Ardennes lors de l'hiver 1944-1945 qui voit le retour des troupes allemandes jusqu'en février 1945. Des massacres de civils ont lieu comme le 24 décembre 1944, où 34 hommes, âgés de 17 à 32 ans, sont massacrés à Bande (Nassogne) par une unité spéciale du Sicherheitsdienst, en réponse à la mort de trois des leurs imputée à la résistance intérieure belge. De nombreux bombardements ont également lieu, notamment à Sainlez (Fauvillers) le 25 décembre 1944, faisant 40 morts parmi les civils, ou encore à La Roche-en-Ardenne, dès le 26 décembre, qui font 114 morts.

#### Période moderne
Le 4 octobre 1947 une collision ferroviaire entre un train de marchandises et un autorail a lieu en gare de Meix-devant-Virton, sur la ligne 165, faisant 5 morts à la suite d'une rupture d'attelage.
Dès les années 1960, le sud de la province est frappé par le début de la crise de la sidérurgie dans le bassin lorrain. Les usines d'Athus, d'Halanzy et de Musson ferment, ainsi que le mines qui les approvisionnaient en minerai de fer, provoquant une catastrophe économique dans ces régions.
Le 21 aout 1967, la province connait sa plus grave catastrophe en temps de paix : la catastrophe de Martelange, lors de laquelle un camion contenant 47 000 litres de GPL dévale la nationale 4 à l'entrée du village de Martelange en provenance de Bastogne et percute un pont sur la Sûre. On dénombre 22 morts et 47 blessés.
Le 24 décembre 1970, la première réforme de l'état belge créé les régions et les communautés de Belgique. La province de Luxembourg est rattachée à la région wallonne et à la communauté française.
Dans les années 1970 et 1980 plusieurs autoroutes sont construites et traversent la province : les autoroutes A4 et A28, portions de la E411 qui la connecte à Bruxelles, ainsi que l'A26, portion de la E25, qui la relie à Liège. En 1974 l'aérodrome de Latour est fermé pour devenir le zoning industriel de Latour le long de la nationale 811 et du contournement de Virton. Seuls restent dans la province les aérodromes civils de Saint-Hubert et de Sterpenich. Dans la foulée, le 9 décembre 1974, un avion de l'asbl Les Ailes Luxembourgeoises, autrefois basé à l'aérodrome et transportant un pilote et quatre passagers, s'écrase près de Torgny, tuant l'ensemble des personnes à bord.
En 1977, lors de la fusion des communes, la province de Luxembourg perdit la commune de Sugny, qui fusionna avec Vresse-sur-Semois et rejoignit la province de Namur. Elle gagna la commune de Fronville qui quitta la province de Namur pour intégrer la commune de Hotton. Bure et Resteigne quittèrent la province de Namur pour intégrer la commune de Tellin en Luxembourg belge.
En 1987, la province de Luxembourg se choisit une identité visuelle centrée autour d'un sanglier pixelisée vert et du slogan une ardeur d'avance, marquant son caractère rural mais tourné vers l’avenir. Le 31 décembre 1991, la troisième réforme de l'état belge met fin à la société nationale des chemins de fer vicinaux qui est remplacée par l'opérateur de transport de Wallonie. À cette date, l'ensemble des lignes de tramway de la SNCV dans la province de Luxembourg avaient été supprimées et seul subsiste un service de bus qui fut confié à la direction du TEC Namur-Luxembourg.
A la fin des années 1990, la province est impactée par l'affaire Dutroux, notamment par l’affaire judiciaire, lors de l'évasion de Marc Dutroux du palais de justice de Neufchâteau le 23 avril 1998 . Cette affaire entraine également la réforme des polices de Belgique qui entre en vigueur le 1er janvier 2001, supprimant les anciennes polices communales ainsi que la gendarmerie belge et créant les zones de police de la nouvelle police intégrée. La province de Luxembourg est alors divisée en six zones : Arlon/Attert/Habay/Martelange, Centre-Ardenne, Gaume, Famenne-Ardenne, Semois-et-Lesse et Sud-Luxembourg. Le procès de l'affaire Dutroux est tenu à Arlon dès le 1er mars 2004, dans le nouveau palais de justice construit à cet effet.
En 2013, la province annonce vouloir changer son identité visuelle et son logo en supprimant le sanglier pixelisé et en ouvrant un concours pour trouver un nouveau logo.
En 2014, la réforme de la sécurité civile belge entre en vigueur et les 16 anciens services régionaux d'incendie de la province sont réunis en une seule zone de secours : la zone de secours Luxembourg. Le 26 juin 2017, une nouvelle caserne de pompiers est inaugurée à Bastogne dans un bâtiment accueillant conjointement le nouvel institut provincial de formation (IPF) créé pour l'occasion en vue de centraliser la formation du personnel des différentes disciplines de l'urgence et de proposer différentes formations à d'autres institutions ou au secteur privé.
Le nord de la province de Luxembourg est particulièrement touchée par les inondations de juillet 2021 qui font 39 victimes dans l'ensemble du pays.
Le 2 décembre 2024, les communes de Bastogne et Bertogne fusionnent et Bastogne devient la plus grande commune de Belgique.

## Gouverneurs

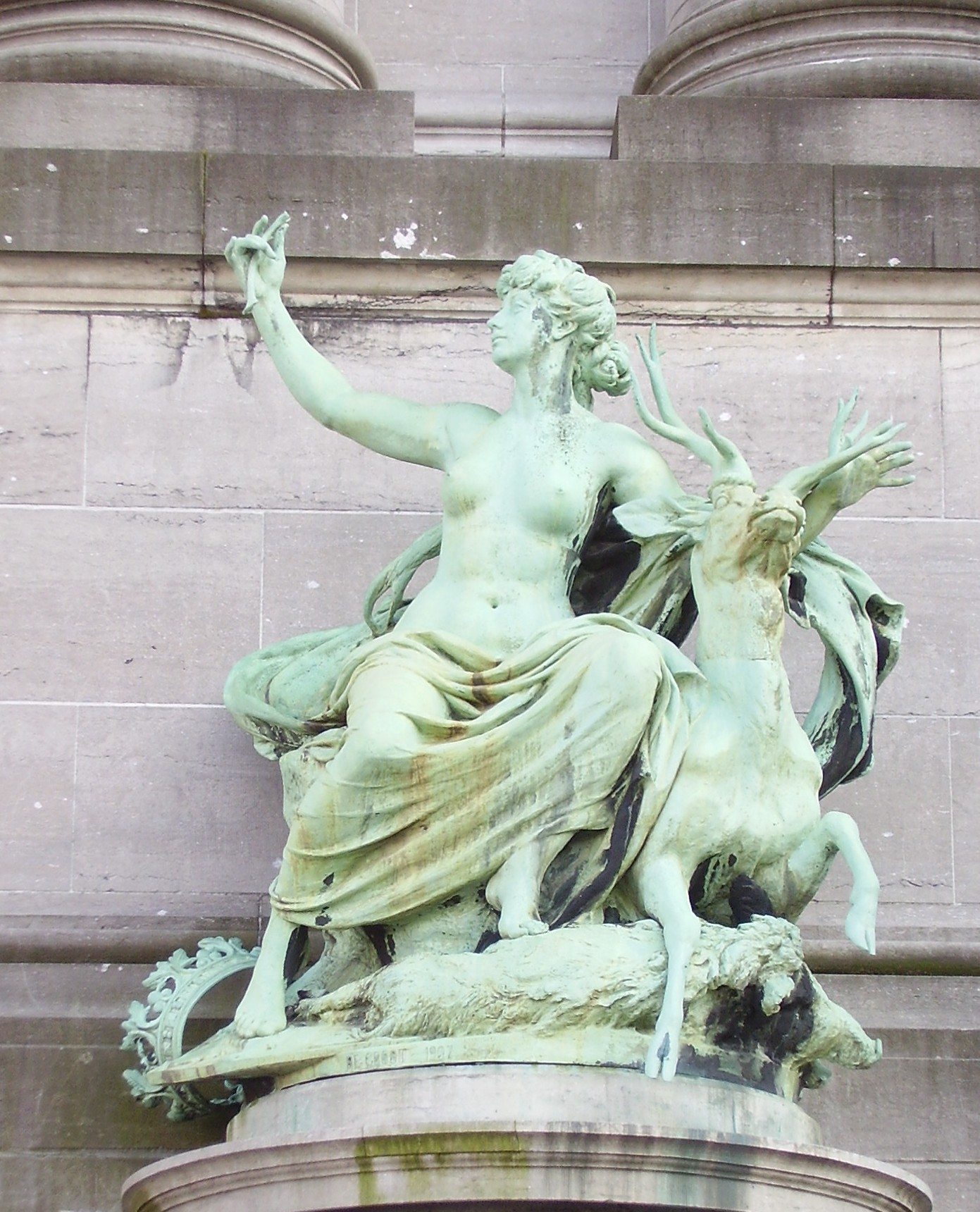
Allégorie de la province de Luxembourg par Guillaume De Groot, Parc du Cinquantenaire, Bruxelles.

- 1830–1836 :    Jean-Baptiste Thorn (libéral)
- 1836–1841 :    Victorin de Steenhault
- 1841–1842 :    Joseph de Riquet de Caraman et de Chimay (catholique)
- 1842–1843 :    Adolphe Dechamps
- 1843–1857 :    Jean-Baptiste Smits (catholique)
- 1857-1862 :    François Dubois-Thorn
- 1862–1884 :    Charles Vandamme
- 1884–1891 :    Paul de Gerlache (catholique)
- 1891–1901 :    Édouard Orban de Xivry (catholique)
- 1901-1902 :    Pierre-Joseph Deleau
- 1902–1932 :    Emmanuel de Briey (catholique)
- 1932–1940 :    Fernand Van den Corput (catholique)
- 1940–1943 :    René Greindl[32]
- 1944 :  Jacques Dewez[33]
- 1944–1945 :    Fernand Van den Corput (catholique)
- 1946–1953 :    Pierre Clerdent (UDB/libéral)
- 1953-1961 :    Octave Lohest (PSC)[34]
- 1961–1965 :    Désiré Lamalle (PSC)
- 1965–1976 :    Maurice Brasseur (PSC)
- 1976–1996 :    Jacques Planchard (PSC)[35]
- 1996–2016 :    Bernard Caprasse (PSC/cdH)
- 2016-présent : Olivier Schmitz (cdH-Les Engagés)

## Commandants militaires
- 1830 - 1832 : Général Charles Goethals
- 1832 - 1842 : Général Frédéric de Tabor

- 1854 - 1857 : général Jules-Gustave Ablaÿ

- Jun 1951 - oct 1954 col. Dumortier
- Oct 1954 - dec 1956 col. Schouveller
- Dec 1956 - oct 1962 col. Leblanc
- Oct 1962 - jan 1969 col. Remience
- Jan 1969 - juin 1969 col. Bem Beaufils
- Jun 1969 - nov 1971 col. Marlière
- Nov 1971 - sep 1973 col. BEM Warnauts
- Sep 1973 - oct 1975 col. Melchior
- Oct 1975 - avr 1978 col. BEM Stéphany
- Avr 1978 - mai 1981 col. BEM Detrembleur
- Mai 1981 - avr 1982 col. BEM Van Ruychevelt
- Avr 1982 - jun 1983 col. De Swert
- Jun 1983 - déc 1989 col. BEM Duysens
- Dec 1989 - jun 1993 col. BEM Bruyère
- Jun 1993 - jan 1994 col. BEM Fairon
- Jan 1994 - jan 1998 col. BEM Gilson
- Jan 1998 - mar 2001 col. BEM Jacques
- Mar 2001 - mar 2005 col. BEM Sana
- Avr 2005 - jan 2007 col. BEM Rossignol
- Jan 2007 - sep 2013 Lt-col. De Beir
- Sep 2013 - mai 2015 col. BEM Steyaert
- Mai 2015 - déc 2018 col. BEM Marotte
- Déc 2018 - sept 2024 : Lt-col. BEM Yves Limbourg
- Sept 2024 - (présentement) : col. Marc Verbeeren

## Identité visuelle

### Armoiries

Les armoiries de la province de Luxembourg.

Le drapeau du Pays d'Arlon, reprenant les couleurs du blason des comtes et ducs du Luxembourg.

Les armoiries reconnues de la province de Luxembourg sont un burelé d'argent et d'azur de dix pièces au lion de gueules, armé, lampassé et couronné d'or, à la queue fourchue et passée en sautoir.
Elles sont utilisées à de nombreuses occasions afin de représenter la province. Elles ont, par exemple, été ajoutées au drapeau du Luxembourg pour créer le drapeau de la province de Luxembourg et demeurent l'unique différence entre les deux emblèmes. Elles sont également reprises sur le rapeau du Pays d'Arlon.
L'origine de ce blason remonte au XIIIe siècle. Il est le signe d'Henri le Blond, fils de Waléran III et d'Ermesinde. Cette dernière permit, par son second mariage, d'incorporer au comté de Luxembourg le comté d'Arlon, tenu jusqu'alors par les ducs de Limbourg. Ses restes sont conservés sur le site de son abbaye à Clairefontaine, près d'Arlon.

### Drapeau
Le drapeau de la province de Luxembourg fut adopté par le Conseil provincial le 3 mars 1955. L'acte mentionne que « Les deux parties du Luxembourg séparées par le traité de 1839 devraient avoir un drapeau identique ». Celui-ci ne se distingue dès lors du drapeau du Luxembourg que par l'ajout des armoiries provinciales.

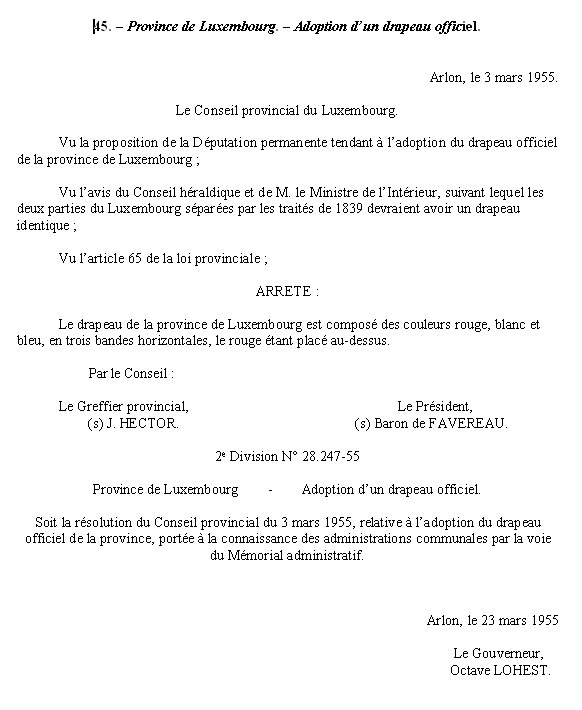
Le texte d'adoption du drapeau par le Conseil provincial du 3 mars 1955.
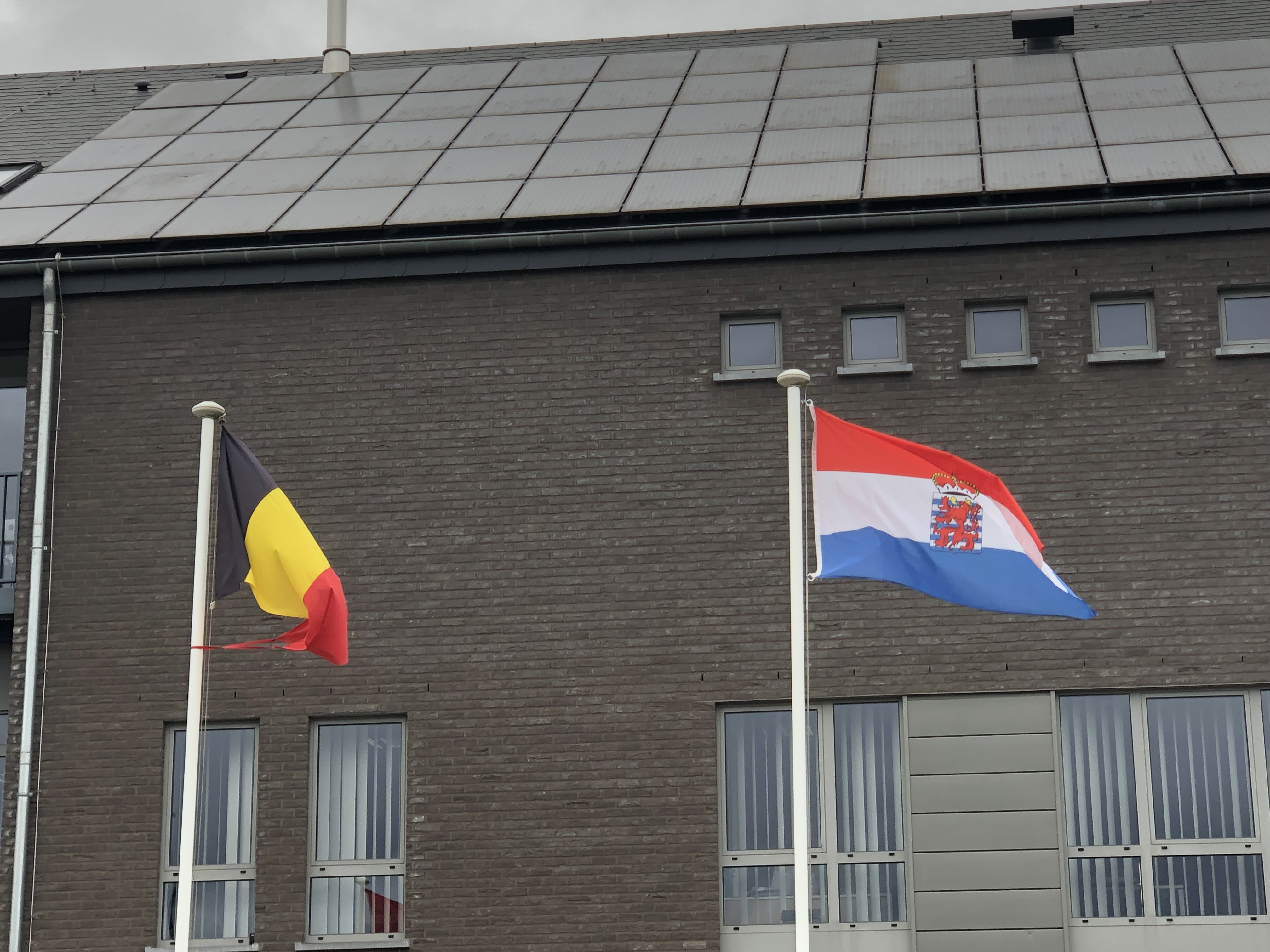
Le drapeau belge et le drapeau de la province de Luxembourg flottant devant l'Institut provincial de formation de Bastogne.
Le drapeau de la province de Luxembourg.

### Logo
Un nouveau logo provincial officiel fut adopté le 14 septembre 2016, en replacement de l'ancien sanglier pixelisé. Celui-ci reprend les couleurs traditionnelles du blason historiques des comtes et ducs du Luxembourg.

Le logo du sanglier pixelisé vert et le slogan « une ardeur d'avance » étaient en vigueur de 1987 à 2016 comme logo officiel de la province.
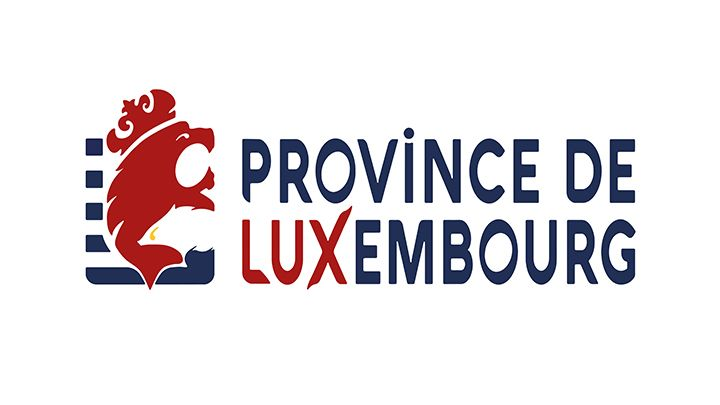
Le novueau logo provincial, en vigueur depuis 2016.

## Subdivisions

### Arrondissements

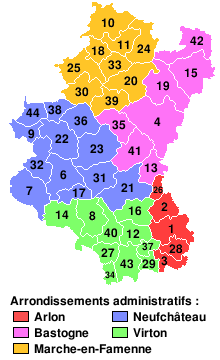
Les arrondissements et 43 communes de la province.

La province est divisée en cinq arrondissements administratifs (Arlon, Bastogne, Marche-en-Famenne, Neufchâteau, Virton) et un arrondissement judiciaire (Luxembourg).
Elle comptait, au 1er janvier 2025, 296 008 habitants, soit une densité de 66,4 habitants/km2 pour une superficie de 4 459,25 km2.
Le graphique suivant reprend la population résidente au 1er janvier de chaque année pour la province et ses arrondissements administratifs.

### Communes

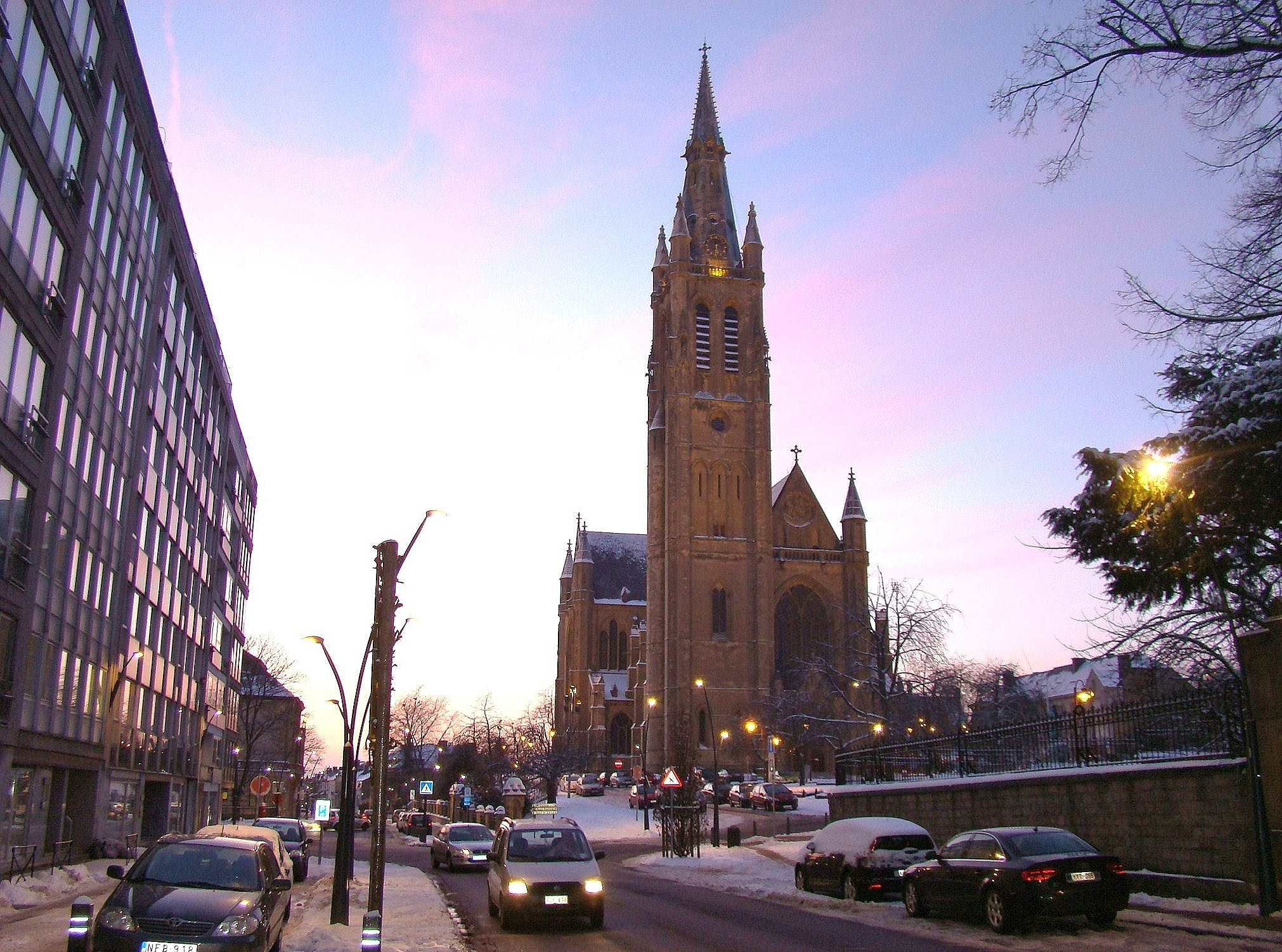
Arlon est le chef-lieu ainsi que la ville la plus peuplée de la province.

La province de Luxembourg est composée de 43 communes, dont le chef-lieu est Arlon. En voici la liste, le numéro avant un nom permettant de localiser une commune sur les cartes de cet article :
| N° | Nom                 | Code postal | Statut  | Arrondissement    | Population au 01-01-2025 | Superficie km2 | Densité hab./km2 | Préfixe téléphonique |
| -- | ------------------- | ----------- | ------- | ----------------- | ------------------------ | -------------- | ---------------- | -------------------- |
| 1  | Arlon               | 6700        | Ville   | Arlon             | 31 492                   | 119,06         | 264,51           | 063                  |
| 2  | Attert              | 6717        | Commune | Arlon             | 5 788                    | 71,08          | 81,43            | 063                  |
| 3  | Aubange             | 6790        | Ville   | Arlon             | 17 871                   | 46,11          | 387,57           | 063                  |
| 4  | Bastogne            | 6600        | Ville   | Bastogne          | 20 940                   | 264,69         | 79,02            | 061                  |
| 6  | Bertrix             | 6880        | Commune | Neufchâteau       | 9 057                    | 138,49         | 65,40            | 061                  |
| 7  | Bouillon            | 6830        | Ville   | Neufchâteau       | 5 351                    | 148,64         | 36,00            | 061                  |
| 8  | Chiny               | 6810        | Ville   | Virton            | 5 265                    | 114,06         | 46,16            | 061                  |
| 9  | Daverdisse          | 6929        | Commune | Neufchâteau       | 1 416                    | 56,87          | 24,90            | 061 et 084           |
| 10 | Durbuy              | 6940        | Ville   | Marche-en-Famenne | 11 511                   | 157,08         | 73,28            | 086                  |
| 11 | Érezée              | 6997        | Commune | Marche-en-Famenne | 3 356                    | 78,89          | 42,54            | 086                  |
| 12 | Étalle              | 6740        | Commune | Virton            | 6 035                    | 79,44          | 75,97            | 063                  |
| 13 | Fauvillers          | 6637        | Commune | Bastogne          | 2 512                    | 74,79          | 33,59            | 063                  |
| 14 | Florenville         | 6820        | Ville   | Virton            | 5 705                    | 148,07         | 38,53            | 061                  |
| 15 | Gouvy               | 6670        | Commune | Bastogne          | 5 452                    | 165,35         | 32,97            | 080                  |
| 16 | Habay               | 6720        | Commune | Virton            | 8 668                    | 103,52         | 83,73            | 063                  |
| 17 | Herbeumont          | 6887        | Commune | Neufchâteau       | 1 743                    | 58,42          | 29,84            | 061                  |
| 18 | Hotton              | 6990        | Commune | Marche-en-Famenne | 5 682                    | 57,02          | 99,65            | 084                  |
| 19 | Houffalize          | 6660        | Ville   | Bastogne          | 5 336                    | 167,41         | 31,87            | 061                  |
| 20 | La Roche-en-Ardenne | 6980        | Ville   | Marche-en-Famenne | 4 067                    | 148,53         | 27,38            | 084                  |
| 21 | Léglise             | 6860        | Commune | Neufchâteau       | 5 868                    | 173,72         | 33,78            | 063                  |
| 22 | Libin               | 6890        | Commune | Neufchâteau       | 5 367                    | 140,58         | 38,18            | 061                  |
| 23 | Libramont-Chevigny  | 6800        | Ville   | Neufchâteau       | 12 033                   | 179,21         | 67,14            | 061                  |
| 24 | Manhay              | 6960        | Commune | Marche-en-Famenne | 3 762                    | 120,18         | 31,30            | 084 et 086           |
| 25 | Marche-en-Famenne   | 6900        | Ville   | Marche-en-Famenne | 17 946                   | 122,07         | 147,01           | 084                  |
| 26 | Martelange          | 6630        | Commune | Arlon             | 2 124                    | 29,98          | 70,85            | 063                  |
| 27 | Meix-devant-Virton  | 6769        | Commune | Virton            | 2 849                    | 54,97          | 51,83            | 063                  |
| 28 | Messancy            | 6780        | Commune | Arlon             | 8 627                    | 52,62          | 163,95           | 063                  |
| 29 | Musson              | 6750        | Commune | Virton            | 4 708                    | 35,37          | 133,11           | 063                  |
| 30 | Nassogne            | 6950        | Commune | Marche-en-Famenne | 5 716                    | 113,11         | 50,53            | 084                  |
| 31 | Neufchâteau         | 6840        | Ville   | Neufchâteau       | 8 350                    | 114,46         | 72,95            | 061                  |
| 32 | Paliseul            | 6850        | Commune | Neufchâteau       | 5 530                    | 111,25         | 49,71            | 061                  |
| 33 | Rendeux             | 6987        | Commune | Marche-en-Famenne | 2 717                    | 69,23          | 39,25            | 084                  |
| 34 | Rouvroy             | 6797        | Commune | Virton            | 2 111                    | 28,10          | 75,12            | 063                  |
| 35 | Sainte-Ode          | 6680        | Commune | Bastogne          | 2 687                    | 97,94          | 27,44            | 061                  |
| 36 | Saint-Hubert        | 6870        | Ville   | Neufchâteau       | 5 691                    | 111,99         | 50,82            | 061 et 084           |
| 37 | Saint-Léger         | 6747        | Commune | Virton            | 3 809                    | 36,25          | 105,08           | 063                  |
| 38 | Tellin              | 6927        | Commune | Neufchâteau       | 2 519                    | 56,95          | 44,23            | 084                  |
| 39 | Tenneville          | 6970        | Commune | Marche-en-Famenne | 2 876                    | 91,95          | 31,28            | 084                  |
| 40 | Tintigny            | 6730        | Commune | Virton            | 4 593                    | 81,88          | 56,09            | 063                  |
| 41 | Vaux-sur-Sûre       | 6640        | Commune | Bastogne          | 6 352                    | 135,72         | 46,80            | 061                  |
| 42 | Vielsalm            | 6690        | Commune | Bastogne          | 7 853                    | 140,70         | 55,81            | 080                  |
| 43 | Virton              | 6760        | Ville   | Virton            | 11 466                   | 95,63          | 119,90           | 063                  |
| 44 | Wellin              | 6920        | Commune | Neufchâteau       | 3 207                    | 67,86          | 47,26            | 084                  |

### Zones interpolice

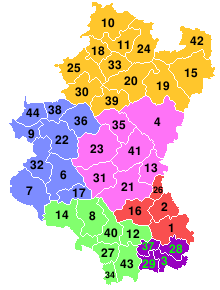
Les zones interpolice :
Famenne-Ardenne
Semois et Lesse
Centre Ardenne
ZP de Gaume
Arlon-Attert-Habay-Martelange
Sud-Luxembourg

La province comprend six zones interpolice :
- Zone de police Arlon/Attert/Habay/Martelange (5297) : Arlon, Attert, Habay, Martelange ;
- Zone de police Sud-Luxembourg (5298) : Aubange, Messancy, Musson, Saint-Léger ;
- Zone de police De Gaume (5299) : Chiny, Étalle, Florenville, Meix-devant-Virton, Rouvroy, Tintigny, Virton ;
- Zone de police Famenne-Ardenne (5300) : Durbuy, Érezée, Gouvy, Hotton, Houffalize, La Roche-en-Ardenne, Manhay, Marche-en-Famenne, Nassogne, Rendeux, Tenneville, Vielsalm ;
- Zone de police Centre Ardenne (5301) : Bastogne, Fauvillers, Léglise, Libramont-Chevigny, Neufchâteau, Sainte-Ode, Vaux-sur-Sûre ;
- Zone de police Semois et Lesse (5302) : Bertrix, Bouillon, Daverdisse, Herbeumont, Libin, Paliseul, Saint-Hubert, Tellin, Wellin.

### Zone de secours
À l'instar de la réforme des polices, la réforme des services d'incendie a également divisé le territoire belge en zones, appelées zones de secours. La Province de Luxembourg est constituée d'une seule zone couvrant l'entièreté du territoire de ses 43 communes, où se répartissent 17 casernes, autrefois services communaux d'incendie. La zone de secours Luxembourg est paradoxalement, comme la Province, la plus grande zone de secours de Belgique et la moins peuplée.

## Culture
La province dispose d’une unique chaîne de télévision régionale couvrant toutes ses communes : TV Lux.
Divers documents anciens concernant la province sont consultables dans deux dépôts des Archives générales du Royaume et Archives de l’État dans les Provinces situés sur son territoire : celui d’Arlon pour ses deux tiers sud et celui de Saint-Hubert pour son tiers nord.

## Religion

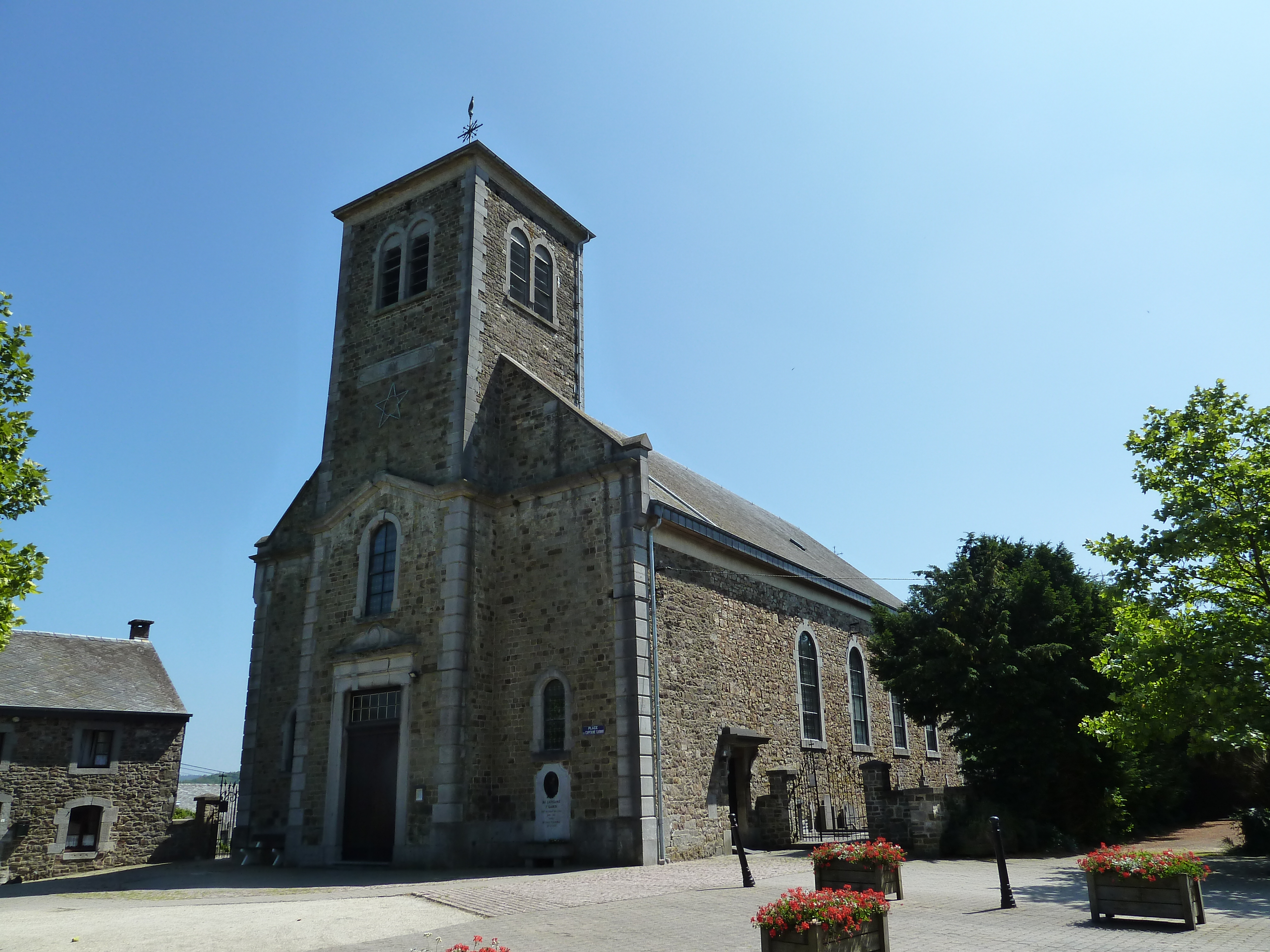
L'église Saint-Laurent d'Erezée.

Pour ce qui est de la religion dominante, le catholicisme, la province fait partie, avec la province de Namur, du diocèse de Namur.
Lorsque le congrès de Vienne avait « restauré » le Luxembourg, c'est-à-dire, en fait, créé un grand-duché de Luxembourg en 1815 en se fondant en principe sur le  ci-devant département des Forêts (1795-1814), le roi grand-duc Guillaume Ier d'Orange-Nassau veilla à ce que son grand-duché relevât au moins d'un diocèse établi dans son royaume : le royaume uni des Pays-Bas. C'est ainsi que le Luxembourg passa vers 1818 au diocèse de Namur, alors que le gros de son territoire avait été, en tant que département des Forêts sous la Première république française et puis le Premier Empire, intégralement rattaché au seul diocèse de Metz. Guillaume Ier, en tant que grand-duc de Luxembourg, veilla par ailleurs à restituer au Luxembourg certaines portions du territoire de l'ancien duché de Luxembourg qui avaient été rattachées par le régime français au département de Sambre-et-Meuse ou au département de l'Ourthe lors de l'annexion à la France des Pays-Bas autrichiens, de la principauté épiscopale de Liège, de la principauté abbatiale de Stavelot-Malmédy et du duché de Bouillon. Certaines paroisses qui avaient donc appartenu temporairement au département de l'Ourthe, relevèrent ainsi du diocèse de Liège jusqu'à leur retour à l'ensemble luxembourgeois.
À l'époque de la révolution belge, la capitale-forteresse de Luxembourg, dans laquelle était stationnée une garnison prussienne en vertu de l'appartenance du grand-duché de Luxembourg à la Confédération germanique (1815-1866), resta en-dehors des événements révolutionnaires. Le roi grand-duc Guillaume Ier fit en sorte que la ville fût érigée en vicariat apostolique à part. Et quand le grand-duché fut finalement partagé entre son grand-duc et le jeune État belge par le traité des XXIV articles de 1839, le grand-duché réduit de moitié devint tout entier un vicariat apostolique, en attendant la création d'un diocèse de Luxembourg en 1870/73, et la partie occidentale, devenue province belge, demeura au sein du diocèse de Namur.

## Sports
| Football Pour la saison 2021-2022 : - R.Excelsior Virton évolue en D2 Belge - R.US Givry évolue en D2 ACFF - RRC Mormont, RAFC Oppagne-Wéris, RE Durbuy, RUS Gouvy, Marloie Sport et RSC Habay évoluent en D3 ACFF Tennis de Table - TT Century 21 Virton évolue en Superdivision Messieurs et en Division 1 Nationale Dames Basket-Ball - BCCA Neufchateau évolue en championnat de Belgique de basket-ball de troisième division. |

## Tourisme
Les points d'intérêt du tourisme sont avant tout d'ordre naturel. La variété géographique du territoire est si grande que l'on peut traverser de profondes vallées, de larges plateaux agricoles ou d'épaisses forêts. Paradis des randonneurs, des photographes animaliers et de nombreux sports d'extérieur (kayak, ski de fond, VTT, etc.), la province de Luxembourg est le poumon vert du pays.
À côté du patrimoine naturel, le patrimoine bâti n'est pas en reste, visible dans les musées de Marche-en-Famenne et d'Arlon notamment. Outre les églises et les abbayes (Saint-Hubert, Orval, etc.), les châteaux et les fermes fortifiées, la province recèle de nombreux villages typiques, bâtis en pierre locale selon des techniques et des architectures très anciennes. On peut d’ailleurs contempler plusieurs bâtiments typiques de la province en un seul lieu, au Fourneau Saint-Michel, où ont été transplantés de nombreux bâtiments caractéristiques du XIXe siècle provenant du sud du sillon Sambre-et-Meuse.
La fédération de tourisme du Luxembourg belge (FTLB) compte douze maisons du tourisme :
- Pays d'Arlon : Arlon, Attert, Aubange, Martelange et Messancy
- Pays de Bastogne : Bastogne, Fauvillers, Sainte-Ode et Vaux-sur-Sûre
- Pays de Bouillon : Bertrix, Bouillon et Paliseul
- Pays de la Forêt d'Anlier : Habay, Léglise et Neufchâteau
- Pays de Gaume : Étalle, Meix-devant-Virton, Musson, Rouvroy, Saint-Léger, Tintigny et Virton
- Pays de Haute-Lesse : Daverdisse, Libin, Tellin et Wellin
- Pays de Houffalize-La Roche : Houffalize et La Roche-en-Ardenne
- Pays de Marche-Nassogne : Marche-en-Famenne et Nassogne
- Pays d'Ourthe et Aisne : Durbuy, Érezée, Manhay, Hotton et Rendeux
- Pays de Saint-Hubert : Libramont-Chevigny, Saint-Hubert et Tenneville
- Pays de la Semois : Chiny, Florenville et Herbeumont
- Pays de Val de Salm : Gouvy et Vielsalm

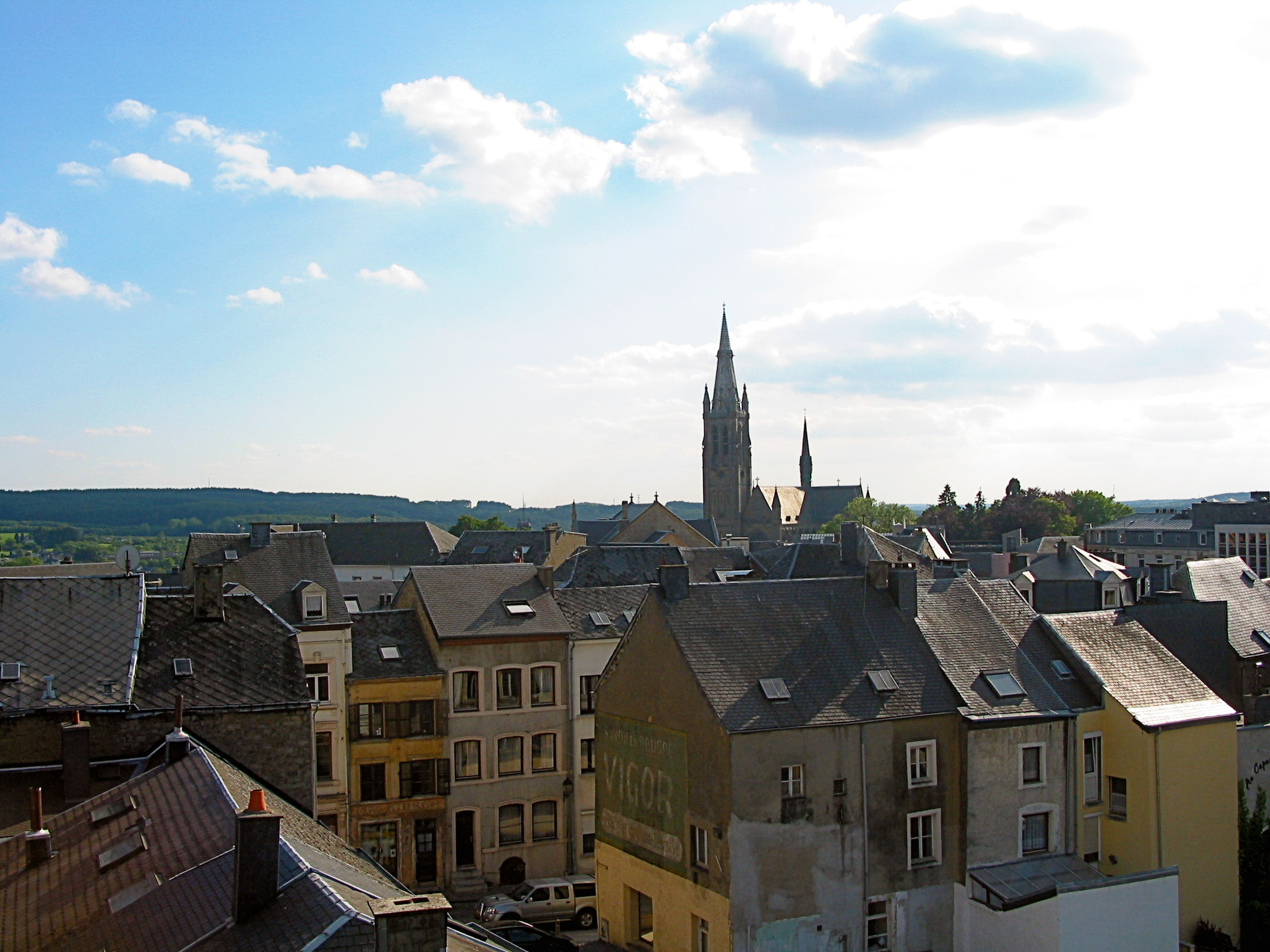
Arlon : toits de la ville et clocher de Saint-Martin.
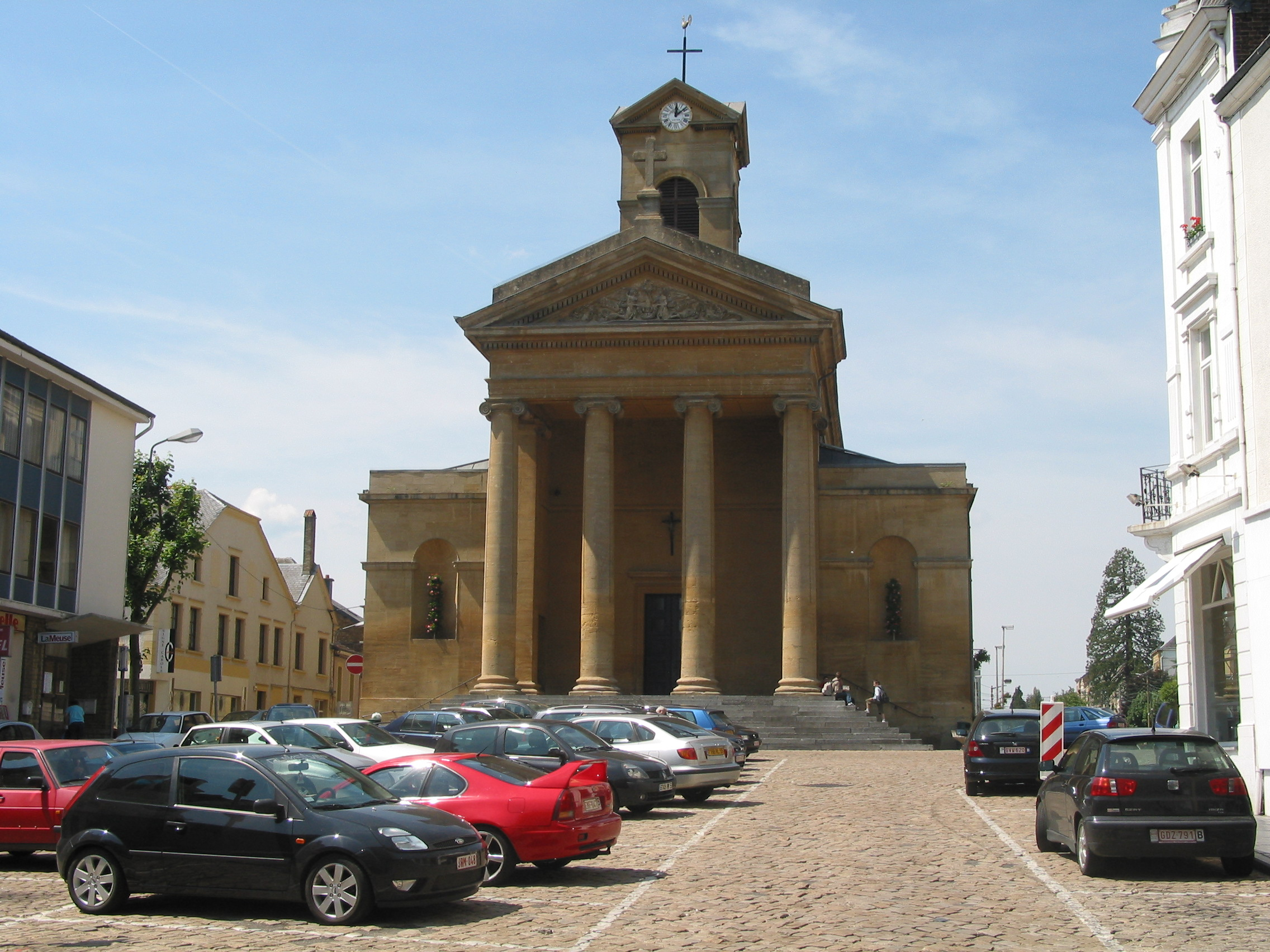
L'église Saint-Laurent de Virton.
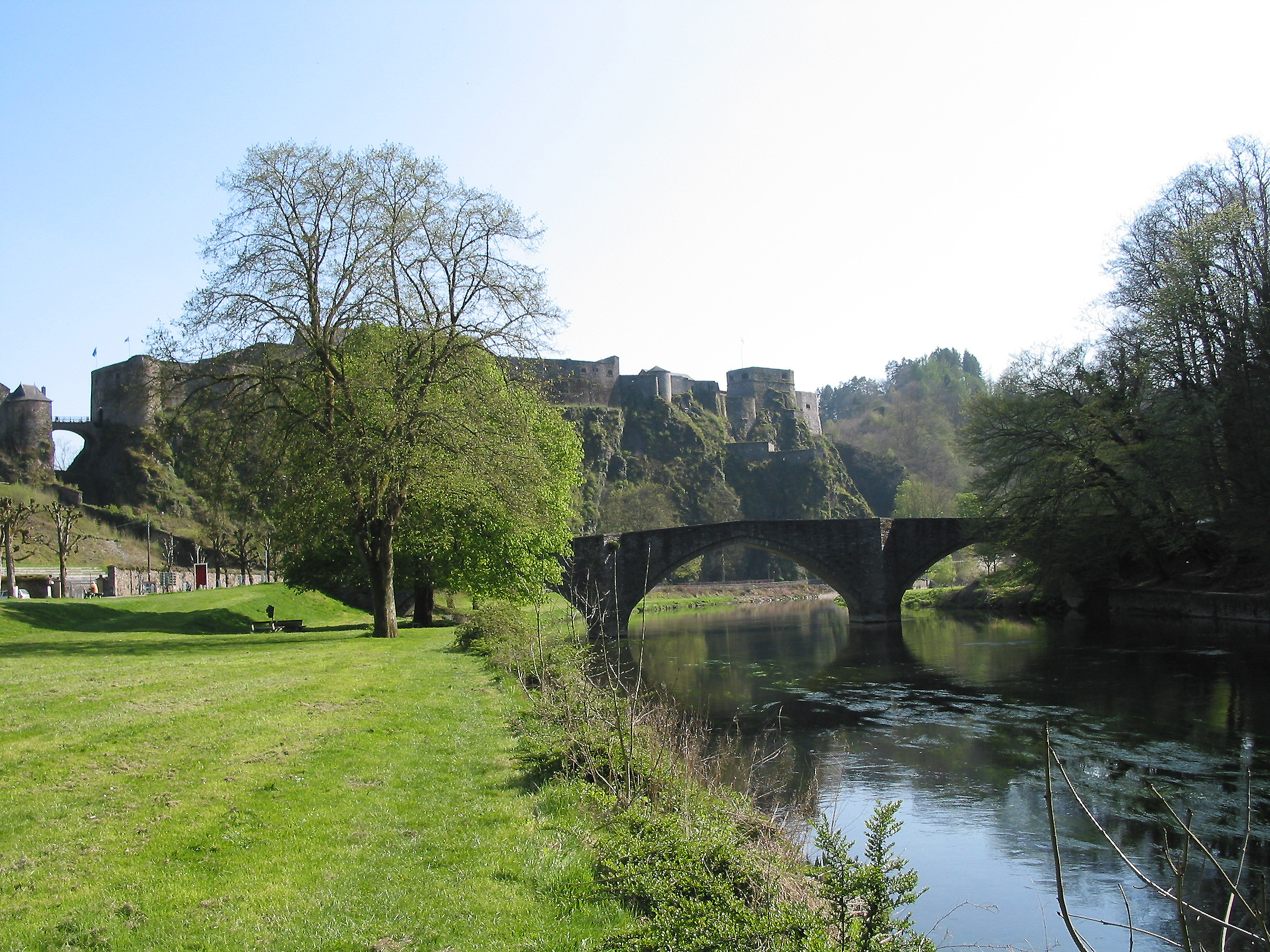
Bouillon : la Semois, le vieux pont et le château fort.
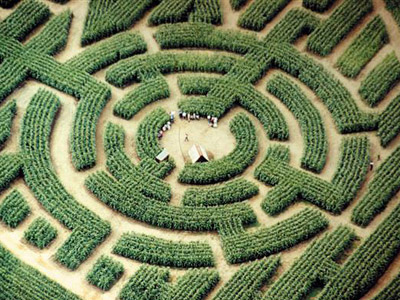
Barvaux : le Labyrinthe de Barvaux, un labyrinthe de maïs.
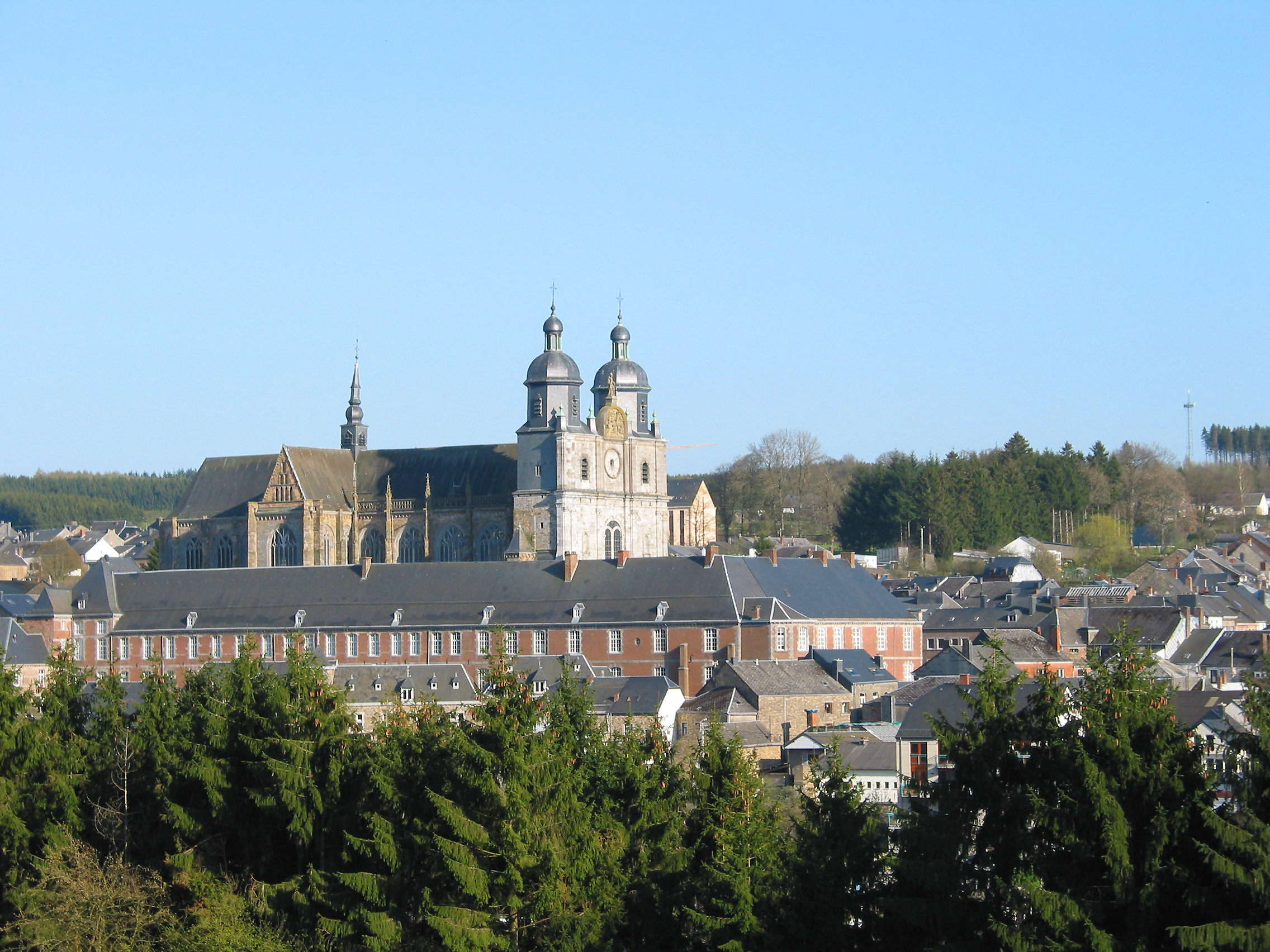
Saint-Hubert : la basilique et le quartier abbatial.
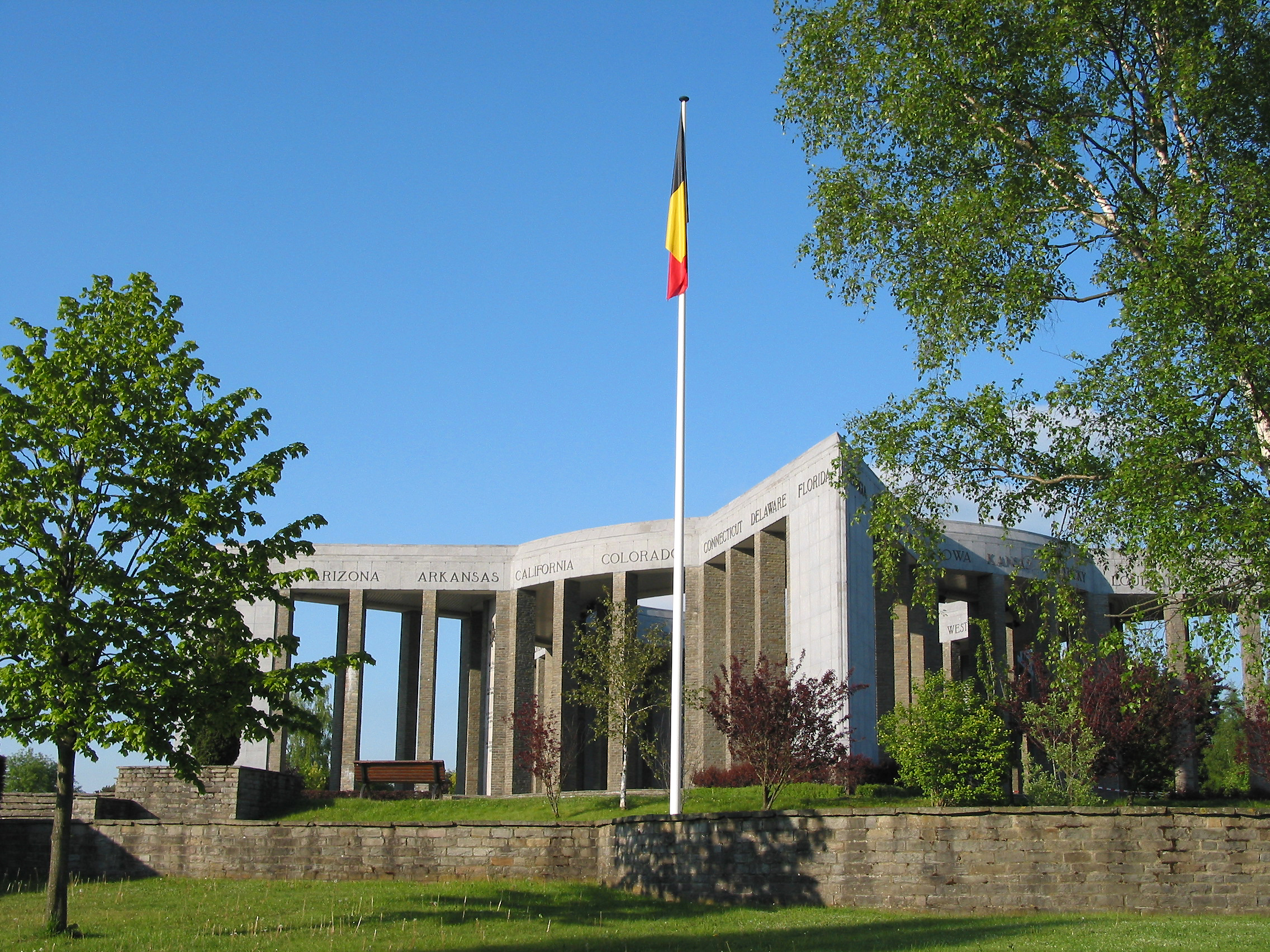
Le Mardasson à Bastogne.
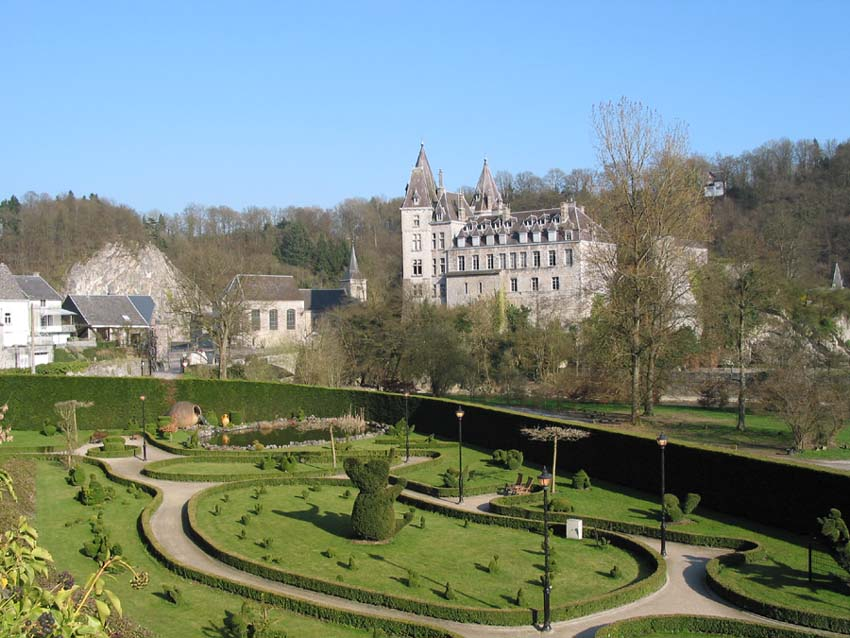
Durbuy : vue d'ensemble sur la ville, le parc des topiaires et le château.
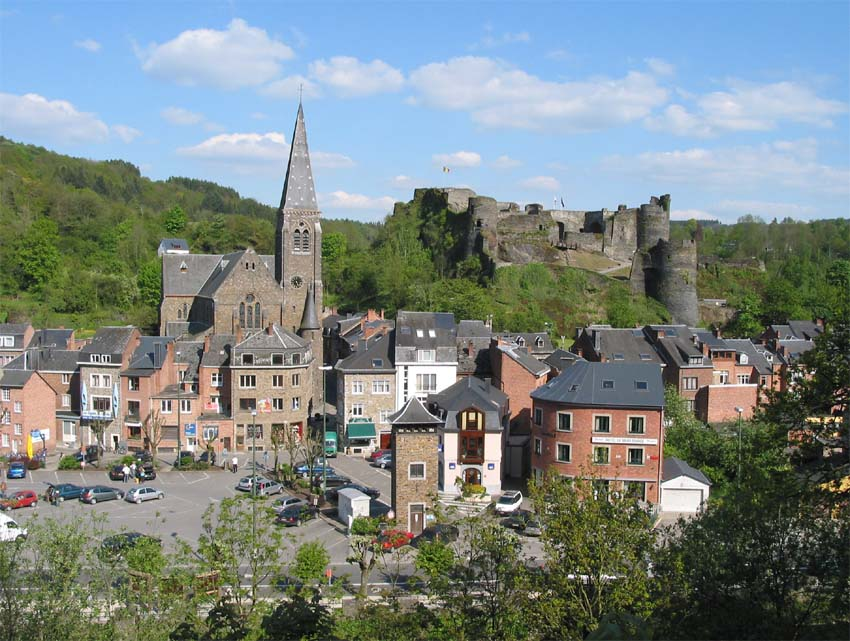
La Roche-en-Ardenne et son château.
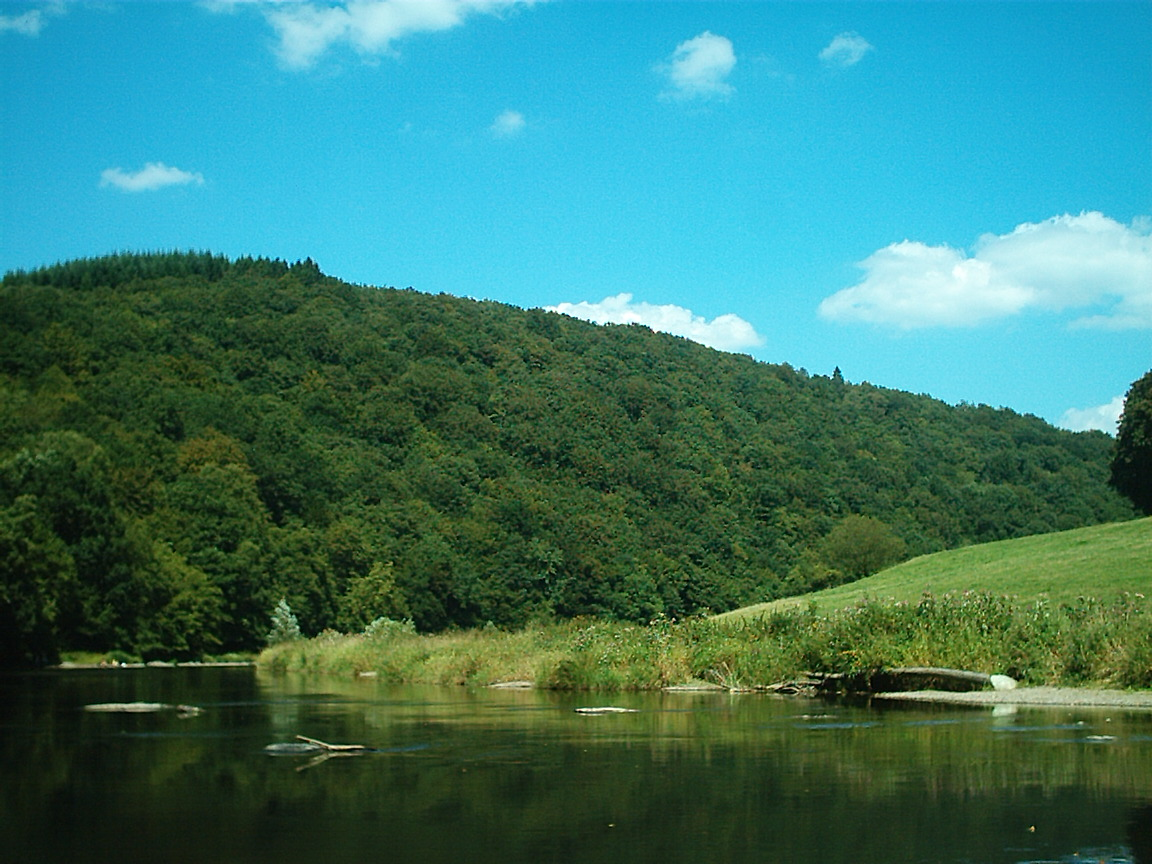
L'Ardenne.
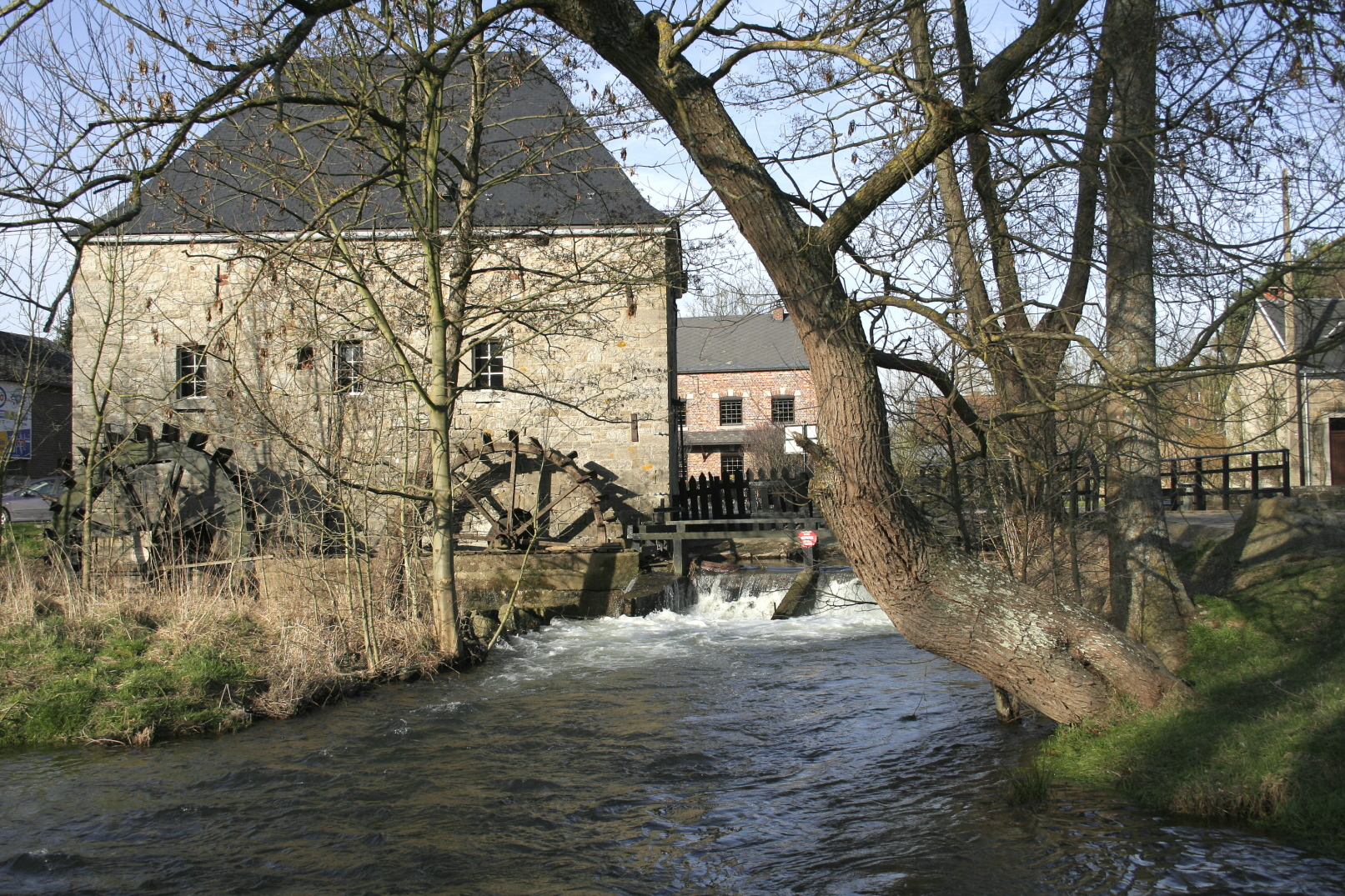
Le moulin à eau de Hotton.
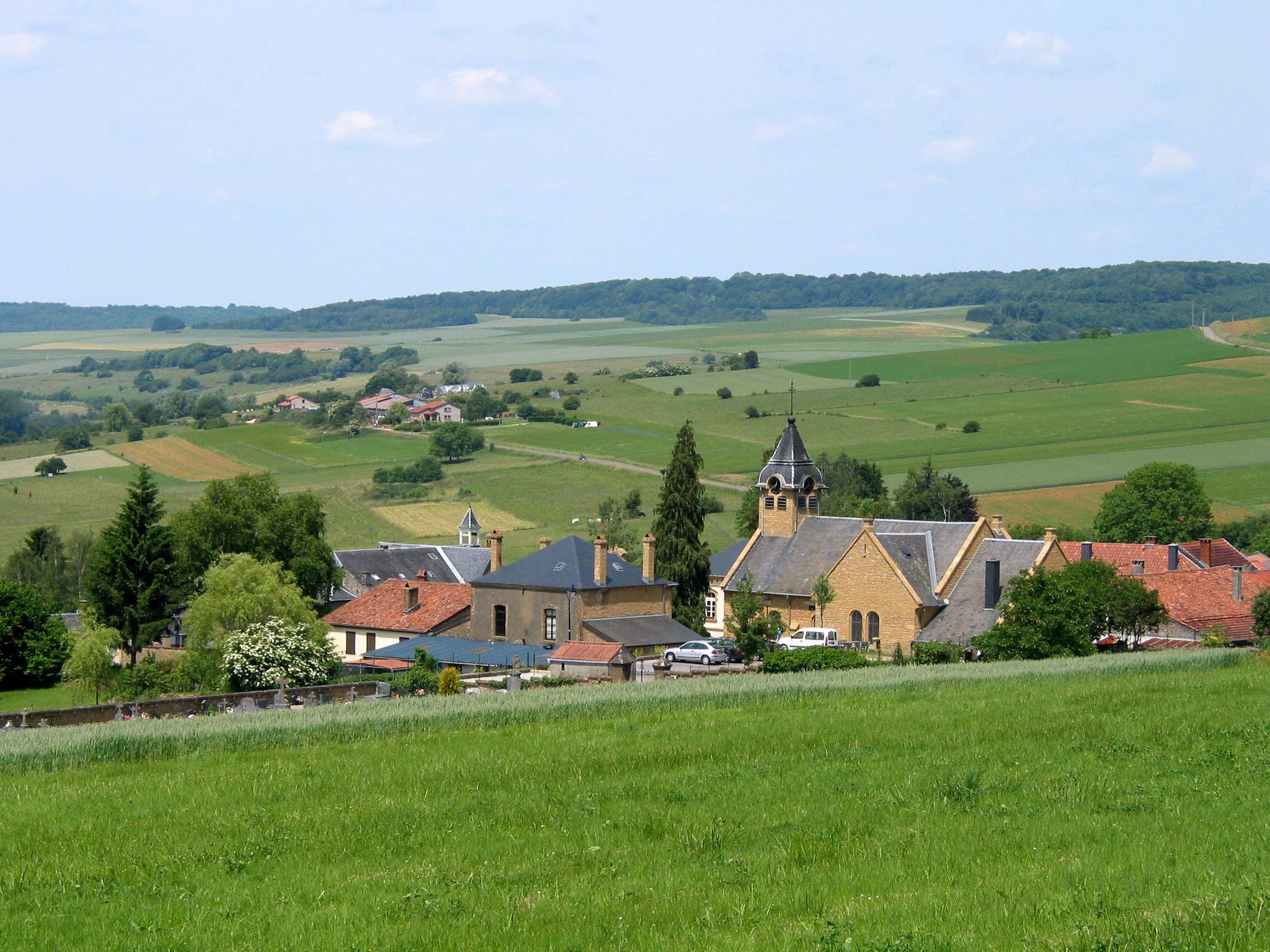
Torgny : le village le plus au sud de la Belgique.
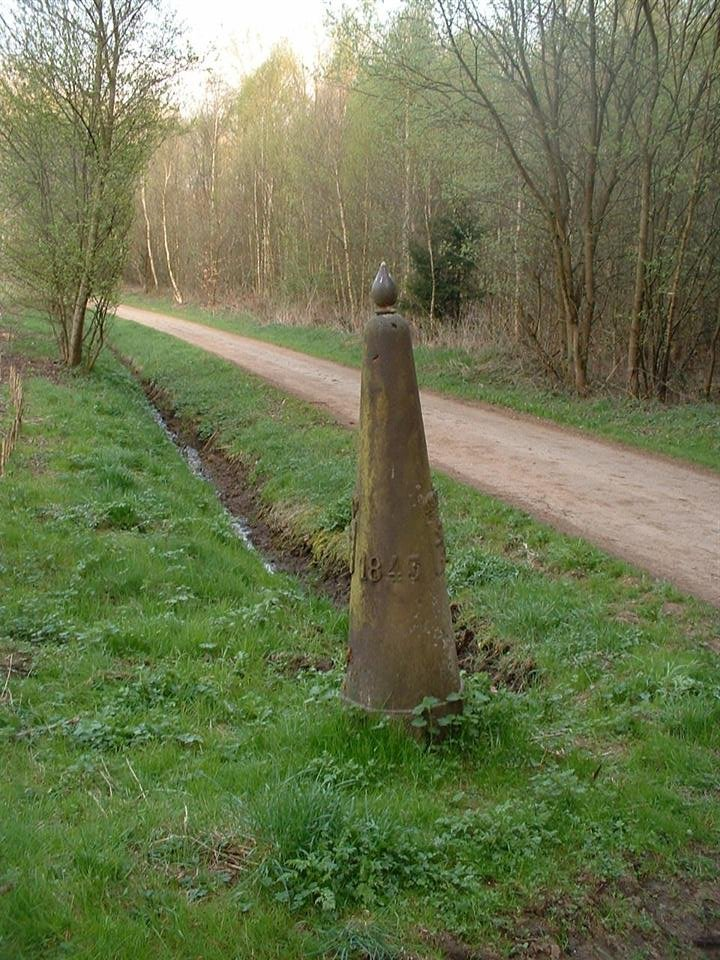
Promenade transfrontalière vers le Grand-Duché.

## Transports
Selon Eurostat, en 2019, la province de Luxembourg est, parmi les régions européennes, celle subissant le pire taux de mortalité routière : 171 morts par an et par million d'habitants (la moyenne européenne est de 52).